# Korjo
Korjo (hangul: 고려, handzsa: 高麗, RR: Goryeo; 918 – 1392) egységes állam volt a Koreai-félszigeten, Thedzso király alapította 918-ban, fővárosa a mai Keszong volt. Ennek az államnak a nevéből származik a Korea név. Korjo államvallása a buddhizmus volt, azonban együtt létezett a taoizmussal, az egyre inkább terjedő konfucianizmussal és az ősi sámánizmussal. A Vang-dinasztia csaknem ötszáz évig uralkodott, és virágkorában Korjo a világ egyik legfejlettebb államának számított. Bár a feudalizmushoz hasonló rendszer épült ki itt, a társadalmi berendezkedés nem hasonlított az európai vagy japán feudalizmuséhoz. Ebben az időszakban kezdtek kialakulni azok a társadalmi elvárások és szokások, amelyek napjainkban is meghatározzák a koreai kultúra alapjait.
Korjo egyik legnagyobb vívmánya a szeladon-kézművesség volt, amely a kínai fazekasságot is jóval felülmúlta; számos innováció fűződik a korjói fazekassághoz. Ugyancsak Korjóban találták fel a mozgatható fémbetűs nyomtatást, mintegy 200 évvel Gutenberg előtt, a legrégebbi ilyen eljárással készült könyv a Csikcsi. A Dél-Kjongszang tartománybeli Heinsza templomban őrzik a kor egy másik kiemelkedő és egyedi dokumentumát, a Tripitaka Koreanát, amelynek 81 258 fa nyomódúcával a világ legrégebbi, érintetlen, kínai írással feljegyzett buddhista kánonját lehet nyomtatni.
Keszong (Gaeseong) Korjo (Goryeo)-kori emlékei a Világörökség részét képezik.

## Története

### Alapítása
A 9. század végén Silla gyengülni kezdett, nem tudott mit kezdeni az egyre erősödő helyi urakkal, a központi irányítás kezdett szétforgácsolódni, lázadások törtek ki. Északon a kitajok támadásaitól szenvedő Palhe is alig tartotta már magát. 892-ben létrejött a rövid életű Hubekcse („kései Pekcse”) és 901-ben Thebong (más néven „kései Kogurjo”). Kjon Hvon, Hupekcse alapítója a negyedik fiát szánta trónörökösnek, azonban az elsőszülött fia ezt nem nézte jó szemmel és magának követelte a trónt. Kjon Hvon ezért összefogott Thebong alapítóját, Kung Jét trónjától megfosztó Vang Gonnal, aki végül győzött és maga ült a trónra. Vang Kogurjo legitim örökösének tartotta magát és az ország rövidített nevét adta saját államának: Korjo lett, aminek jelentése „magas hegyek és zubogó vizek”.
A viszályok ezzel nem szűntek meg, Vang Gonnak csak 930-ban, Andongnál sikerült végleges csapást mérnie Hupekcsére, ekkor Silla is formálisan is behódolt Korjónak, 935-re pedig Hupekcse is teljesen Vang uralma alá került. Vang sillai és hupekcsei hercegnőket vett feleségül (összesen hat királynéja és 23 további ágyasa volt), ezzel véglegesen összekötve a vérvonalakat és saját udvarába integrálva a sillai és hupekcsei arisztokráciát. Vang volt az első koreai uralkodó, akinek valóban sikerült egyesíteni a Koreai-félszigetet egy állam alá. Thedzso nagylelkűen bánt a behódoltakkal, a sillai és hupekcsei arisztokraták földet és hivatali pozíciókat kaptak, a behódoló sillai király például főminiszteri rangot kapott.
A főváros, Kegjong a kor egyik legfényűzőbb településévé vált, Vang Gon palotákat, buddhista templomokat, pavilonok sokaságát építtette fel, fallal vette körül először a királyi palotát, majd az egész várost; utóbbi építése 1029-ben fejeződött be, és összesen 25 kapuval rendelkezett. A 12. század elején körülbelül 130 000-en lakták. Újjáépítette az egykori kogurjói fővárost, és Szogjongnak („nyugati főváros”) nevezte el.
A félsziget egyesítését követően Thedzso nekilátott, hogy visszaszerezze az egykori kogurjói földeket is, királyságát kiterjesztette a Jalu folyóig. 938-ban az akkor Thamna néven ismert Csedzsu szigete is uralma alá került. Számos reformot vezetett be, bár buddhista volt, szorgalmazta a konfuciánus államrendszer bevezetését, föld- és adóreformokat hajtott végre, és megengedte, hogy a földet a második vagy harmadik fiúgyermek örökölje, ha az elsőszülött alkalmatlannak bizonyul.

### Lázadások, trónfosztási kísérletek

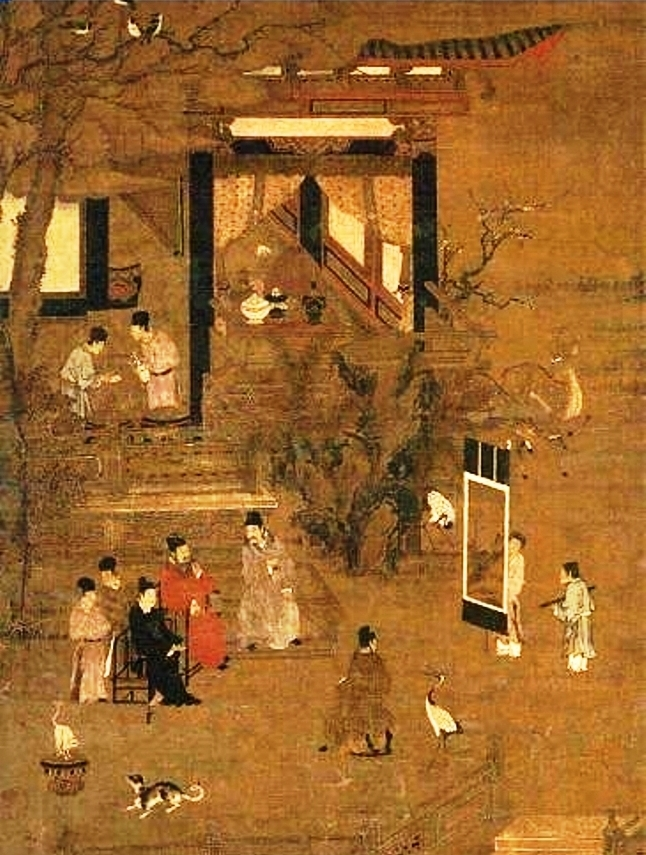
Korjói nemesek ábrázolása

Thedzso jóindulatú földreform-terve a későbbi századok folyamán eltorzult, a szolgálatért cserébe kapott földadományozáson meggazdagodott arisztokrácia gyorsan magához ragadta a hatalmat. Nem csak a nemesek, de a buddhista templomok is hatalmas földekkel rendelkeztek, amit a megművelő parasztok béreltek a földesúrtól, sokszor pedig rabszolgákkal dolgoztattak a templomok is. Gyakorlatilag a földet valójában megművelők nem rendelkeztek a föld tulajdonjogával. A nemesség minden előjogot magának követelt, és bár a Kínából fokozatosan átültetett hivatalnokképző rendszer elviekben bárki számára elérhető volt származástól függetlenül, a gyakorlatban leginkább csak a nemesek gyerekei juthattak hivatali pozícióhoz. A földek többsége így távollévő hivatalnok földesurak kezében volt, a rossz gazdálkodás és a vagyon fővárosi koncentrálódásának következtében egyre nőtt a szegénység, és ezzel az elégedetlenség is. A 10. századi korjói uralkodók mindhiába küzdöttek hatalmuk megszilárdításáért, a vagyont felhalmozó magas rangú hivatalnokok és katonatisztek egymással versengtek a valódi hatalomért, miközben a fővárosban egyre másra törtek ki a lázadások, a véres összecsapások, és az országhatáron túlról is számos ellenség fenyegette az országot.
A 11. század elején Hone korjói királyné, Kjongdzsong özvegye kiskorú fia, Mokcsong (997–1009) mellett töltött be régensi szerepet. Hone szeretője, az akkor már nagy hatalommal bíró Kim Cshijang segítségével akarta megfosztani Mokcsongot a tróntól és Kimtől született fiát ültetni rá. Mokcsong azonban segítségül hívta Kang Dzso (강조) hadvezért, aki seregével megtámadta a fővárost, végzett Kimmel és száműzte az özvegy királynét. Kang mégsem állt Mokcsong mellé, megölette a királyt, és Hjondzsongot, Thedzso egyik unokáját ültette a helyébe. Kang azonban maga is véres véget ért, a kitajok ellen vívott thongdzsui csatában lefejezték. Halálát követően is folytatódtak Korjóban a belviszályok.
Míg a 11. században az anszani Kimek, a 12. század elején a kjongvoni I klán tagjai birtokolták a hatalmat azzal, hogy lányaikat a királyokhoz adták feleségül. I Dzsagjom (이자겸) második lánya Jedzsong (1105–1122) felesége volt, harmadik és negyedik lánya pedig Indzsong (1122–1146) feleségei. Miután Indzsong trónra került, I számos magas pozíciót szerzett magának az udvarban, és klánja tagjai is igen prominens hivatalokat kaptak, gyakorlatilag kezükben tartva a királyt. Indzsong megpróbált I ellenségeivel szövetkezni nagy hatalmú apósa ellen, azonban I rájött a terveikre és 1126-ban puccsot próbált végrehajtani, több épületet porig égetett a palotában, és számos ellenségét megölette, végül azonban 1127-ben legyőzték és száműzetésben halt meg. 1135-ben Indzsongnak újabb lázadással kellett szembenéznie, tanácsadója, a buddhista szerzetes Mjocshong (묘청) fordult ellene, amikor a király megtagadta tőle a főváros Kegjongból Szogjongba telepítését, és visszautasította a dzsürcsi Csin megtámadására vonatkozó tanácsát. Több hivatalnok, köztük a konfucianista Kim Busik felségárulásnak minősítette Mjocshong terveit, a szerzetes sereget toborzott az északnyugati régióban és Teü (대위, 大爲) néven „kikiáltotta” saját királyságát. Amikor a király elrendelte a lázadás leverését, saját hadvezérei fordultak Mjocshong ellen és gyilkolták meg 1136 tavaszán.
A 12. században folytatódtak a lázadások, és Korjo állandó politikai feszültségben élt. A királyok eleinte a civil hivatalnokok alá rendelték a hadsereg vezetőit, és a katonai elit presztízse fokozatosan elhalványult, olyannyira, hogy egyes hivatalnokok szinte a rabszolgákkal egyenlő szinten bántak a magas rangú katonákkal is. Több kisebb és sikertelen lázadás után 1170-ben végül Csong Dzsungbu (정중부) tábornoknak sikerült hatalomra törnie, megfosztotta trónjától a feslett és fényűző életet élő Idzsongot (1146–1170), és Kodzse szigetére száműzte. Helyébe báburalkodóként Mjongdzsongot (1170–1197) ültette, saját emberei között osztotta szét a hivatalnokok, az udvar és a buddhista kolostorok vagyonát. A fontos pozíciókba a katonai elit került, Csong maga főminiszteri rangot szerzett. 1173-ban egy északkeleti katonai parancsnok a száműzött királyt támogatva megkísérelte megdönteni Csong hatalmát, de elbukott, s a volt királlyal együtt kivégezték. 1174-ben újabb lázadás tört ki ellene, de hamar elfojtotta. Végül 1179-ben egy újabb lázadó tábornoknak sikerült megölnie, a rend és a nyugalom azonban nem állt vissza Korjóban.
Nem csak a katonák elégedetlenkedtek, a parasztok és a rabszolgák is gyakran lázadtak az elnyomás és a kihasználás ellen. 1176-ban nagyszabású rabszolgalázadás tört ki a mai Dél-Cshungcshong tartományban egy állami manufaktúrában, amely aztán átterjedt a szomszédos tartományra is. Bár sikeresen leverték a felkelést, az alacsony társadalmi státusúak elégedetlensége egyre csak fokozódott. 1177-ben és 1182-ben is feljegyeztek nagyobb felkeléseket. 1194 és 1199 között Kjongdzsuban és Kjongszang tartományban több mint 30 000 paraszt lázadt fel. 1200-ban több manufaktúrában is fellázadtak a rabszolgák, több ezer alacsony rangú hivatalnok halálát és komoly anyagi károkat okozva.

### Háborúk és konfliktusok

#### Kitajok és dzsürcsik

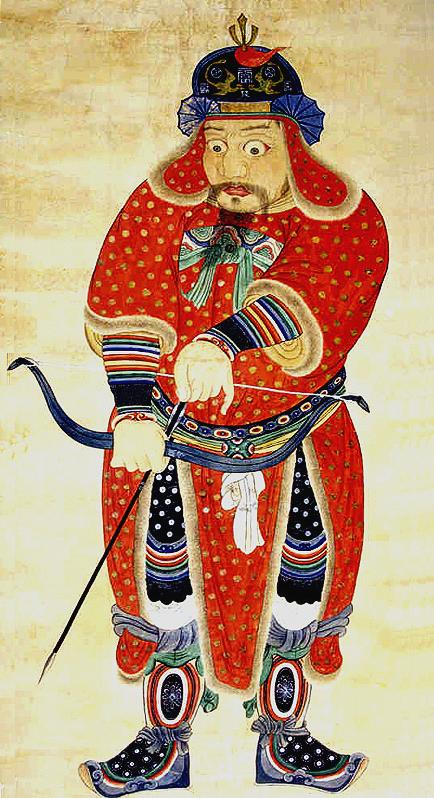
Jun Gvan tábornok ábrázolása

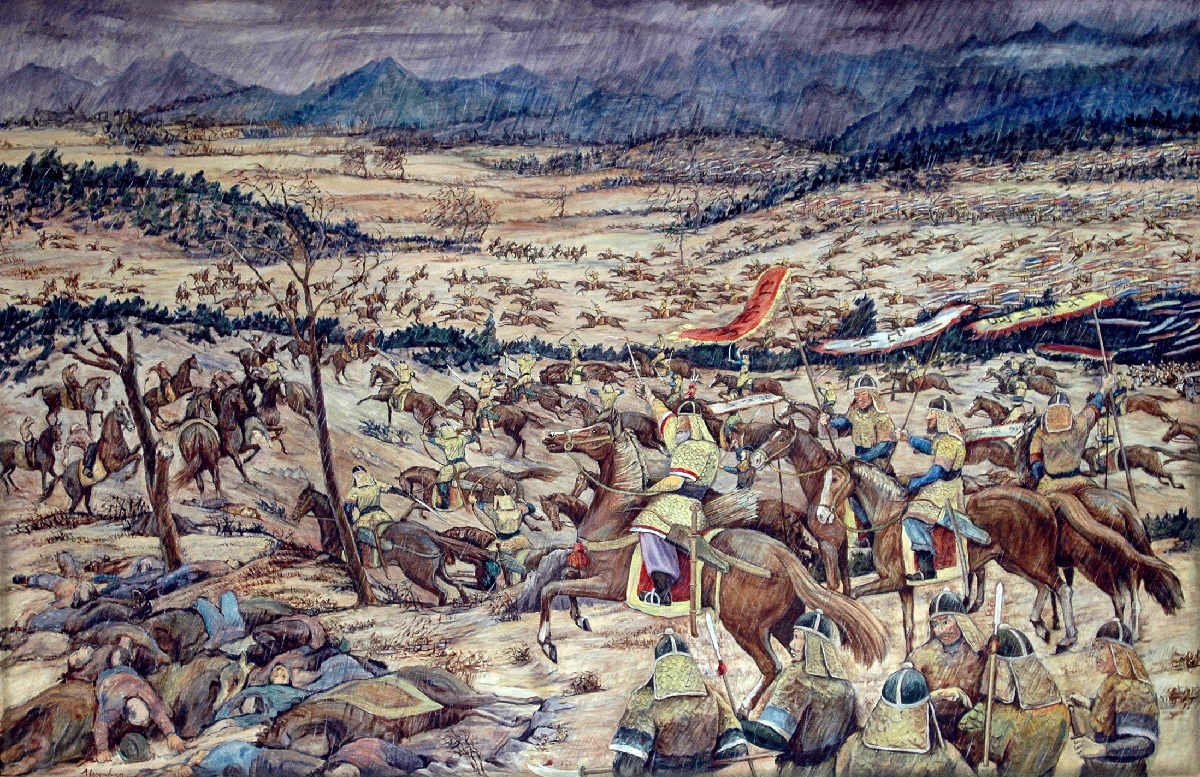
Kang Gamcshan (Kang Gamchan) a küdzsu (gwiju)i csatában

916-ban Jelü Apaocsi (Yelü Abaoji) a kitajok császárává koronáztatta magát, megtámadta Palhét és 947-ben létrehozta Liao államot Korjótól északra. Korjo 300 000 fős sereget toborzott az ország védelmére. 983 és 985 között a kitajok a dzsürcsiket is legyűrték, és szövetséget kerestek az egyre terjeszkedő Szung-dinasztiával (Song-dinasztiával) szemben, Korjo azonban visszautasította az ajánlatot, így 993-ban a mintegy 800 000 fős kitaj hadsereg megtámadta Korjót és egész a Cshongcshon-folyóig nyomult. Azt követelték a koreaiaktól, hogy szüntessenek meg minden kapcsolatot a kínaiakkal, szolgáltassák vissza a palhei területeket és legyenek a kitajok hűbéresei. Korjo visszautasította ezt a lehetőséget, így a kitajok újabb támadásra készültek. Köszönhetően azonban a Szung (Song)ok felől érkező nyomásnak és a korjói diplomáciának, 994-ben elálltak tervüktől, és átmenetileg a két ország egyezséget kötött. 1009-ben azonban, amikor Kang Dzso (강조) megszabadult Mokcsong (Mokjong) királytól, Liao 400 000-es sereggel vonult Korjo ellen, azzal az ürüggyel, hogy a király gyilkosát akarják megbüntetni. Kangot a thongdzsui csatában elfogták és lefejezték. Az udvar Nadzsuba menekült, a kitajok pedig kifosztották a fővárost és követelték Korjo behódolását. 1018-ban ennek megfelelően újabb hadjáratot indítottak, amit Kang Gamcshan (Kang Gamchan) (강감찬) tábornok vert vissza, kiszorítva az ellenséget Koreából.
A kitajok mellett a korjói államnak a dzsürcsikkel is meggyűlt a baja. A Koreai-félsziget északkeleti végénél élő dzsürcsi törzsek először a kitajok alattvalói voltak, a 11. század elején pedig mind többször törtek be Korjóba, a keleti partok mentén fosztogattak. 1104-ben sikertelenül próbálta velük felvenni a harcot két korjói tábornok, Im Gan (임간) és Jun Gvan (Yun Gwan) (윤관), a dzsürcsik előnyben voltak a lovasságuk miatt, amivel Korjo nem rendelkezett. 1107-ben már lovassággal vette fel a harcot a támadók ellen Jun tábornok összesen 170 000 fős sereggel, és átvették a hatalmat a mai Dél-Hangjong (Hangyeong) tartomány területe fölött. Kilenc helyőrségi várost hoztak itt létre a határ védelmére. A politikai harcoktól legyengült korjói állam azonban tárgyalásokat követően 1109-ben visszaadta a területet a dzsürcsiknek, akik 1115-ben létrehozták saját államukat, Csint és 1122-ben megdöntötték Liao hatalmát.

#### Japán kalózok
Koreát a 11. századtól kezdve újra meg újra támadták kalózok, de olyan pusztítást, mint amit a 13. századtól fogva a japán kalózok, a vakók vittek véghez, még nem látott a félsziget. 1223-tól fogva rendszeresen fosztogattak a partok mentén és néhol beljebb is. Falvakat égettek fel és több száz foglyot ejtettek. 1366-ban a fővárosig is eljutottak. 1375 és 1388 között tetőzött a rohamuk, összesen 378 támadást jegyeztek fel ebből az időszakból. Cshö Muszon (최무선) magas rangú katonatiszt sikeresen elérte, hogy 1377-ben Korjo létrehozza a Fegyverkezési Minisztériumot, ami felügyelte a lőfegyverek, ágyúk gyártását és a hadihajó-építést. Cshö volt az első Koreában, aki lőport használó fegyvereket fejlesztett, ezzel tartva kordában a japán kalózokat. Feljegyzések szerint egy csatában több mint 500 japán kalózhajót győzött le. 1389-ben 100 hajóval megtámadta a vakók bázisát Cusima szigeténél, és mintegy 300 japán kalózhajót süllyesztett el. Ennek ellenére a kalóztámadások nem szűntek meg véglegesen Korea területe ellen, és a Csoszon-korban is folytatódtak.

### A Cshö klán katonai diktatúrája
1196-ban Cshö Cshunghon (최충헌) hadvezér puccsot hajtott végre, megölte Csong Dzsungbut és letaszította a trónról Mjongdzsongot. Ezzel kezdetét vette a Cshö család mintegy hatvanéves katonai diktatúrája. Cshö Sindzsongot (1197–1204) ültette a trónra, de a valódi hatalom az ő kezében volt. Legfelsőbb Igazgatóság (교정도감, Kjodzsong Togam) néven hozott létre testületet, valamint egy katonai tanácsot (중방, csungbang) uralma megerősítéséhez. Ideje alatt négy király váltotta egymást. Fia, Cshö U (최우) továbbvitte apja diktatúráját, visszaadta az elvett földeket és rabszolgákat az eredeti tulajdonosaiknak abban a reményben, hogy ezzel megelőzheti a lázadásokat. Andrew C. Nahm szerint a Cshö család akár a japán sógunátusokhoz hasonló katonai kormányt is kialakíthatott volna, ezt valószínűleg a mongolok felemelkedése akadályozta meg. Cshö U képtelen volt visszaverni a mongolokat, 1232-ben az udvar és a főváros lakosságának egy része Kanghva szigetére menekült és egészen 1270-ig maradt ott. A mongolokkal való vívódás közepette Kodzsong királynak 1258-ban sikerült megszabadulnia Cshö Itől (최의), Cshö U unokájától, így a 60 éves katonai diktatúra véget ért, megkezdődött azonban a hosszú mongol alárendeltség.

### A mongol uralom (1270–1356)

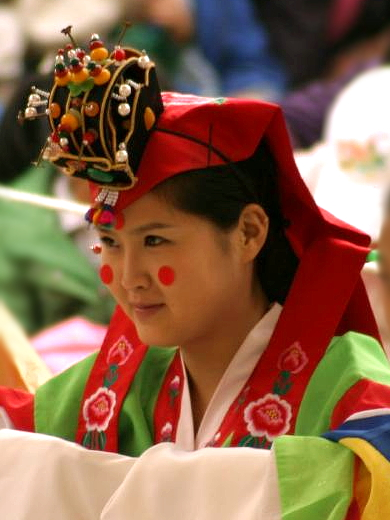
Koreai menyasszony: az arc festése mongol eredetű

Korjo már a 13. század elején kénytelen volt szembenézni a mongolokkal. Dzsingisz kán maga követelte Korjótól, hogy a koreai ország tisztelete jeléül különféle javakat küldessen neki, Korjo azonban megtagadta ezt és a mongol küldöttséget útban hazafelé meggyilkoltatta. Ögödej nagykán 1231-ben indított hadjáratot Korjo ellen, mintegy 28 éves állandó háborúskodást kezdve a félszigettel. 1232-ben a koreai udvar Kanghva szigetére menekült, a mongolok pedig elfoglalták a Han folyótól északra fekvő területeket, az elkövetkezendő években végig fosztogatták a városokat, tönkretéve, sokszor földig rombolva számos fontos építészeti emléket (palotákat, pagodákat, buddhista templomokat, a híres koreai szeladont készítő égetőkemencéket), megsemmisítettek számos történelmi dokumentumot. Rövid időre tűzszünetet kötöttek ugyan, mely 1247-ig tartott, és mindenféle módszerrel igyekeztek megtéveszteni és kikerülni a mongol követeléseket, 1241-ben például a királyi vérvonalból származó Vang Dzsunt (왕준, 王綧) küldték az udvarba a koronaherceg helyett, és erre a mongolok mintegy 14 évig nem jöttek rá. Dzsun Möngke nagykán egyik lányát vette feleségül, ezzel megkezdve a koreai hercegek beházasodását a mongol vérvonalba. 1254-ben újabb háború robbant ki, a mongolok több százezer koreait öltek meg és mintegy 200 000 foglyot ejtettek. 1259-ben Korjo megadta magát és a mongolok vazallusává vált. A koronaherceget ettől kezdve rendszeresen a mongol udvarba küldték „tanulni”, valójában fogságba került, és a mongol uralkodó szabta meg a korjói trónutódlást. 1270-ben a korjói udvar visszatért Kegjongba. Egyedül a Szambjolcsho (삼별초) alakulat küzdött tovább a mongolok ellen Csedzsu szigetét használva bázisnak, Pe Dzsungszon (배중손) vezetésével 1273-ig tartották magukat.
1274-től, Vondzsong (원종) halálától számítva a koreai királyok nem kaphatták meg a csong (종) posztumusz nevet, és egyszerűen csak vangnak (왕), „királynak” hívták őket, ami jelezte, hogy rangban a mongol uralkodó („császár”) alatt voltak. A koreai királyi vérvonalból származók rendszeresen mongol hercegnőt vettek feleségül, a mongol uralkodók és rokonaik pedig gyakran választottak maguknak koreai feleséget, illetve ágyast. 1275-től Korjo kénytelen volt átvenni a Jüan adminisztratív rendszert. Koreának óriási mennyiségű sarcot kellett megfizetnie, aranyat, ezüstöt, gabonát, ramit, selymet, fűszereket, egyéb terményeket, lovakat, sőt nőket is kellett küldenie az akkor már Jüannak nevezett mongol dinasztia számára. Mindezeken felül 900 hadihajót, 30 000 katonát és mindenféle foglalkozású kézművest és munkást követeltek az országtól, akiket a japánok elleni (sikertelen) hadjárataikhoz használtak fel. A mongol uralom gazdaságilag teljesen tönkretette Korjót, és politikailag is meggyengítette.
A mongol hatás a koreai kultúrára is rányomta a bélyegét. A nemesek közül sokan kezdtek mongolul tanulni, több mongol szót átvett a koreai nyelv és többen mongol stílusú nevet választottak maguknak. A haj- és ruhaviselet is a mongol stílust tükrözte a nemesség körében. Az egyik legnagyobb változás a korai házasság megjelenése volt, a családok már igen fiatalon, gyakran kisgyermekkorban férjhez adták a lánygyermekeiket, hogy megelőzzék az elhurcolásukat mongol földre, az éves sarc keretében. Az esküvőkön ma is él a Korjo korban átvett mongol hagyomány, ami szerint a menyasszony arcára piros pöttyöket festenek. Ebből az időből ered a mandu nevű étel is.

### Korjo hanyatlása

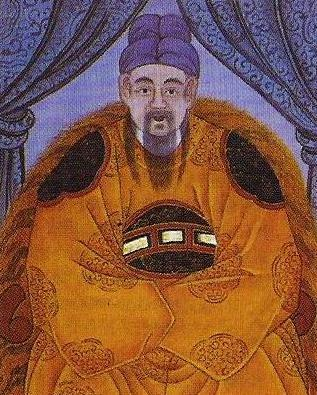
Kongmin király

A 14. század közepén számos tehetséges katonai vezető volt Korjóban, például Cshö Jong, Cshö Muszon (최무선) vagy I Szonggje (이성계), és neves tudósok is voltak a jeles személyek sorában, ennek ellenére a dinasztia sorsa megpecsételődött. 1308 és 1392 között tizenegy király váltotta egymást a trónon, ami nem segítette az ország politikai életének stabilitását. Számos külső tényező is problémát jelentett. 1359 és 1361 között észak-kínai banditák fosztogatták Korjót, olyannyira, hogy az udvarnak ismét Kanghva szigetére kellett menekülnie egy időre. 1368-ban a Jüan-dinasztiát (Yuan-dinasztiát) letaszították a trónról, a koreai király pedig az új Ming-dinasztiát pártolta. A koreai seregeknek sikerült némi területet visszahódítani a mongoloktól és a dzsürcsiktől, Kogurjo korábbi mandzsúriai területeit azonban nem. Kongmin király (1351–1374) a felesége halálát követően teljesen elhanyagolta királyi teendőit, és mindent egy buddhista szerzetesre, Sin Donra hagyott. Sin megpróbálta véghezvinni Kongmin elkezdett, majd felesége halála után abbahagyott reformjait, azonban ellenségei végül vesztét okozták, és maga a király végeztette ki. Kongmint egyik eunuchja gyilkolta meg, I Inim (이인임) ragadta magához a hatalmat, és Kongmin Sin Don egyik ágyasától született fiát, Moninót ültette a trónra U néven. Egyes elméletek szerint U nem is Kongmin gyermeke volt, hanem Sin Doné. U uralkodása alatt az udvarban állandó volt a pro-Ming és a pro-Jüan (Yuan) tábor harca. 1388-ban a Ming uralkodó követelte, hogy az egykori mongol területeket szolgáltassák vissza, ekkor U, Ming-ellenes tanácsnokai hatására, elrendelte a kínaiak megtámadását. I Szonggje ellenkezett, figyelmeztette a fiatal királyt, hogy nem jó ötlet egy erősebb birodalmat provokálni, ráadásul az évszak sem volt megfelelő a támadáshoz, illetve elvonni a seregeket délről, ahol a japán kalózok fenyegették Korjót. U nem hallgatott a tábornokra, I és a második sereg tábornoka, Cso Minszu (조민수) visszafordította a seregeket és a fővárosban katonai puccsot hajtott végre. A két tábornok azonban nem értett egyet az utódlást tekintve, és Cso, támogatói segítségével Cshangot (1388–1389) ültette a trónra. Inek azonban sikerült megfosztania Csót hatalmától, és Kongjangot (1389–1392) koronázta meg, a hatalmat azonban maga gyakorolta. Földreformot hajtott végre a nagy birtokok tulajdonosainak hatalmát megnyirbálandó, és minden ellenállótól megszabadult, többek között Csong Mongdzsu (정몽주) tudós minisztert és Cshö Jong tábornokot is megölette. 1392-ben maga ült a trónra, megalapítva saját uralkodói dinasztiáját, és Csoszon névre keresztelte királyságát.

## Gazdaság

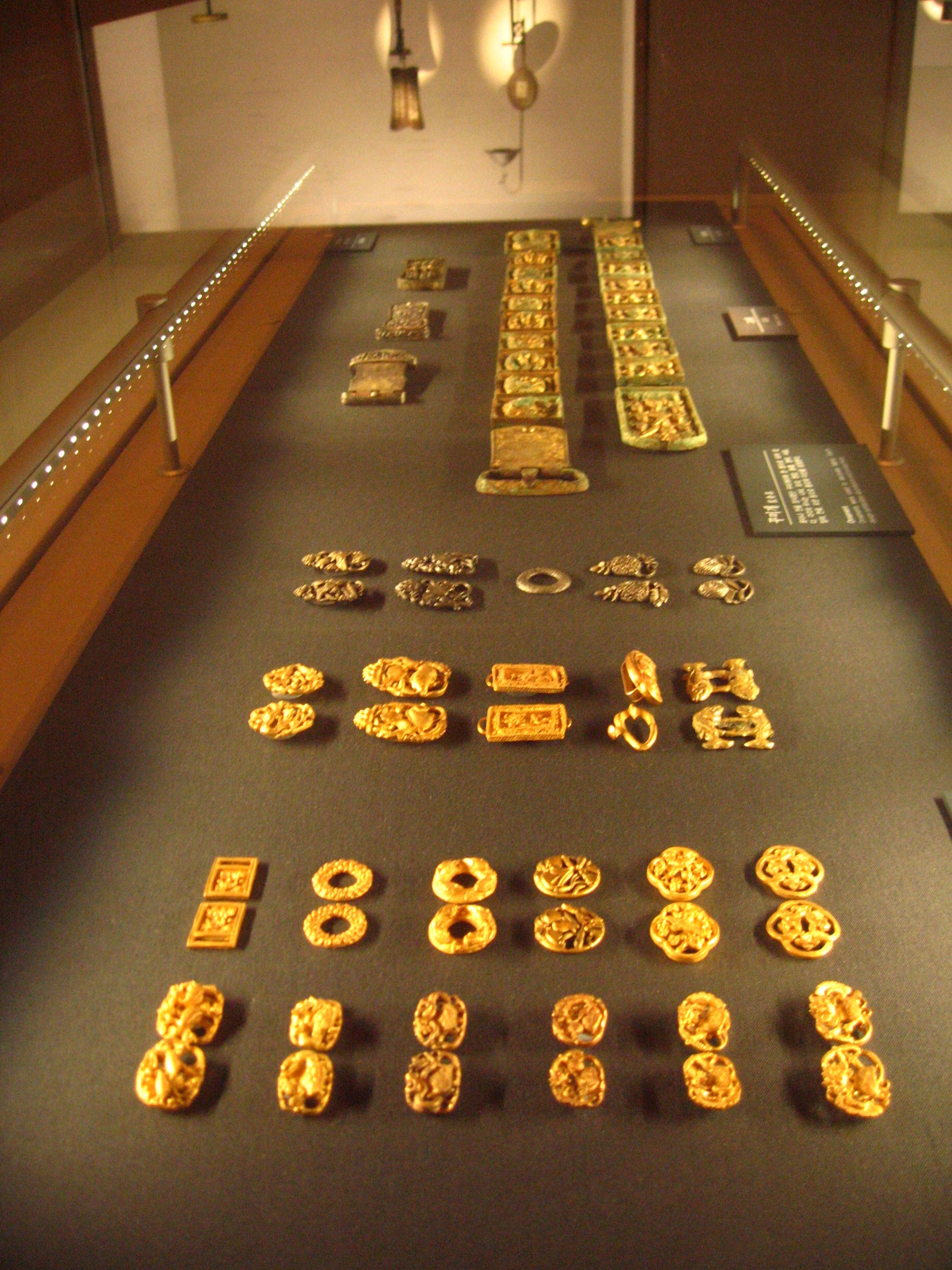
Korjo korabeli ékszerek

Korjo elsődlegesen mezőgazdaságból élő állam volt, bár létezett külkereskedelem és kézműves ipar is. A legjellemzőbb termény a rizs, az árpa, a köles, a ginzeng, különféle fűszerek, babfélék (szójabab, mungóbab, azukibab) és gyümölcsök voltak. Állandó kereskedelmi egységek (경시, kjongsi) csak a fővárosban működtek. Vidéken időszakos vásárokat tartottak, ahol főképp cserealapon kötöttek üzletet. A kereskedelemben nagy szerepet játszottak a házalók. A korban többször is változott a földosztási törvény; volt időszak, amikor tizennyolc kategóriában osztottak földet a nemességnek, és özvegyek is kaphattak földet. A mértékegység a kjol (결) volt, ami az egységnyi földterületen termelt gabona mennyiségére vonatkozott, nem területi mértékegység volt. A tulajdonosok jórészt távollévő birtokosok voltak, akik a fővárosban éltek, földjeiket rabszolgák és bérlők művelték meg, utóbbiak a termény negyedét voltak köteles bérleti díjként megfizetni. A földadományok elméletben továbbra is állami tulajdonban voltak, és tilos volt magántulajdonban földet tartani, ennek ellenére a gyakorlatban a földesurak szabadon adták-vették a földet, és a nemesség felemelkedésével, a kormányzati igazgatás lanyhulásával egyidejűleg egyes kiváltságos családok kezében tömörült össze a megművelhető földterület nagy része. A 12. században mintegy 360 nagy birtok volt Korjóban. A földet nem csak a fiúgyermekek örökölhették, egyenlő jogok illették meg a lánygyermekeket és az özvegyeket is.
A manufaktúrák (소, szo) állami kézben voltak, ezek nyersanyagokat dolgoztak fel, aranyat, ezüstöt, vasat, sót, selymet, papírt, faszenet, olajat, kerámiákat, fonalat, tust, ékszereket készítettek. 1363-ban kínai hatásra a pamutgyártás is megkezdődött. Az 1300-as évek vége felé a lőpor megjelenésével lőfegyvereket gyártó manufaktúrák is létesültek, ezek azonban nem járultak hozzá jelentős mértékben a gazdasághoz. A manufaktúrákban jórészt helyhez kötött rabszolgák dolgoztak.
Szongdzsong király (981–997) a mezőgazdaság fejlesztésére nagy hangsúlyt fektetett, a szárazföldi és a vízi közlekedés javítását is támogatta. Az ő uralkodása alatt vas pénzérméket nyomtak, 1097-ben rézből, 1101-ben ezüstből is készítettek már érméket, később pedig aranyérmék és papírpénz is forgalomba került. Az állam többféle adót szedett, földadó sújtott minden olyan földet, aminek nem kiváltságos személyek („érdemes alattvaló”, magas rangú katonák családjai és özvegyei), illetve az állam vagy templomok voltak a tulajdonosai. A földeket termékenységük szerint három csoportba osztották, és a termény egytizede volt az adó. A családoknak az adóztatható személyek (16 és 59 év közötti férfiak) száma szerint fejadót is kellett fizetniük. Létezett sóadó, üzletadó és hajóadó is. A fejadót leszámítva a többi adót javak formájában kellett megfizetni. Voltak alkalmanként kivetett extra adók is, ezeket szintén javakban kellett beszolgáltatni.
Míg Sillában virágzott a kereskedelem más országokkal, a Korjo-korban jelentősen zsugorodott a külkereskedelem lehetősége. Ennek ellenére létezett kereskedelem, a kínaiakkal és a mongolokkal is, és ebben fontos szerepet játszottak a Rjeszong (례성) folyó kikötői. A fővárosban több fogadó is épült a külföldi kereskedők számára. Alkalmanként a japánokkal is kereskedtek. Korjo főleg ginzenget, ruhaanyagot, papírt, tust, fémet, nemezt, edényeket adott el, más országokból pedig teát, lakkozott árukat, könyveket, festéket és gyógyszereket hozott be. Akárcsak Sillának, Korjónak is volt kapcsolata arab kereskedőkkel, akitől fűszereket, korallokat, higanyt vettek aranyért és szövetekért cserébe. A kései időszakban még a thaiokkal is kereskedtek.
A Korjo-korban létezett az úgynevezett po (보) is, ami gyakorlatilag a céh megfelelője, bár ezek a tömörülések sokszor pénzügyi intézmények is voltak, pénzt kölcsönöztek. Voltak kifejezetten kereskedelmi pók, jótékonysági pók és az oktatás elősegítésére létrehozottak is. A buddhista templomok is alapítottak pókat.

## Társadalom

### Társadalmi rétegek
Korjo lakossága a 11. században 2,1 millió fő körül lehetett, de más források szerint akár az 5 vagy 6 milliót is elérhette. A fővárosban legalább 300 000 felnőtt élt és 8500 kézműves dolgozott. Az ország társadalma erőteljesen osztályfüggő volt, születés szerinti rangsor működött. Négy fő osztály létezett:
Felső osztály: ide tartozott a királyi család és rokonsági ága, a legmagasabb rangú rendfokozattal (품, phum) rendelkező tisztviselők és családtagjaik, valamint egyes vidéki elit családok tagjai.
Középosztály: ide tartoztak a palota hivatalnokai (남반, namban) és a phum rendfokozattal nem rendelkező alacsonyabb rangú tisztségviselők, illetve családjaik. Ugyancsak ide tartoztak a hjangnik (향리), a vidéki tisztségviselők, és a nekik alárendelt hagupcsanggjo (하급장교). A középosztály tagjai műveltek voltak és földdel, kiváltságokkal is rendelkeztek.
Alsó osztály: kollektíven jangminnek (양민) nevezték őket, aminek jelentése „jó emberek”, ide tartoztak a szabad parasztok, a katonák, a kézművesek, a kereskedők, a halászok, vagyis az adót fizető réteg.
Legalsó osztály: a cshonmin (천민), a nem szabad réteg. Ide tartoztak a révészek, a küldöncök, a vadászok, a hentesek, a bányászok, a szórakoztatást végzők (azaz a valamilyen alantasnak tartott foglalkozásúak), valamint a rabszolgák (노비, nobi), akik vagy magántulajdonban voltak, vagy állami tulajdonban és manufaktúrákban dolgoztak. A rabszolgák külön közösségekben éltek és a munkahelyükhöz voltak kötve, akárcsak a parasztok a földhöz. A rabszolganők gyermekei automatikusan rabszolgák lettek. A háborúk során foglyul ejtett külföldiek, valamint a bűnözők (egyes esetekben a felsőbb osztálybelieket is beleértve) is rabszolgák lettek. A felnőtt férfi szolgák neve kano (가노) volt, a szolgálólányoké kabi (가비), a fiú szolgálóké kadong (가동).

### Szokások
A korjói társadalom jelentősen eltért a későbbi Csoszon-kori társadalomtól a szokások terén, ennek magyarázata a Csoszon által preferált konfucianizmus szabályaiban keresendő. Korjóban a nők saját vagyonra is szert tehettek, amelyet gyermekeik örökölhettek. Amennyiben egy nő utód nélkül halt meg, vagyonát testvérei, és nem a férje örökölte, így a későbbi szokásokkal ellentétben a nőt férjhez menetel után sem tekintették a férj családjához feltétel nélkül tartozónak. A nők és a férfiak szabadon vegyülhettek, az esküvőt pedig általában a menyasszony házában tartották, és gyakran a férj hosszabb-rövidebb időre ide is költözött. Egy férfinak három-négy felesége is lehetett, a válás is megengedett volt, és a későbbi szokásokkal ellentétben az özvegyeknek is szabad volt újra férjhez menniük. A férfiak átlagosan 20, a nők 17 évesen kötöttek házasságot. A nemesi családok nem csak az apai, de az anyai ágon is számon tartották felmenőiket és nagy hangsúlyt fektettek a klánjuk (본관, pongvan) származási helyére.

## Kultúra

### Vallás

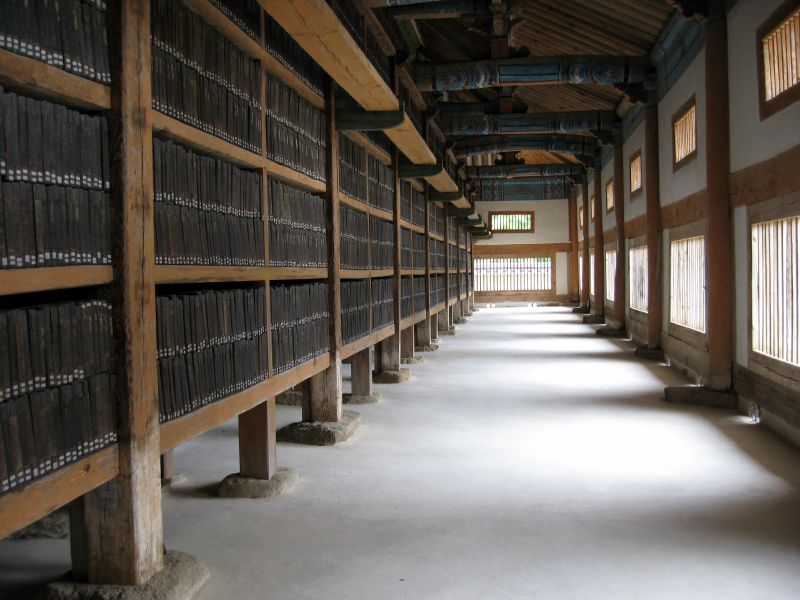
A Tripitaka Koreana nyomódúcai

Korjo államvallása a korábban Pekcsében és Sillában is gyakorolt buddhizmus volt, azonban megfért mellette a sámánizmus, a konfucianizmus és a taoizmus is, jellegzetes keveréket alkotva a kora koreai emberek életében. A buddhista templomok és a szerzetesek befolyása nagyon nagy volt Korjóban. Békeidőben a templomok a szokásos dolgukat végezték, háborúban pedig a szerzetesek is hadsereget alakítottak. Két fontos vallásos ünnep létezett ekkor, a jondunghö (연등회, „lótuszlámpás fesztivál”), melyet a modern Koreában is megtartanak és a phalgvanhö (팔관회), ahol különféle isteneknek, a hegyek és folyók szellemeinek adtak elő rituális táncokat, énekeket és zenés színjátékokat az ország jólétéért imádkozva. Ez a sillai hagyomány Korjóban fokozatosan aratóünneppé alakult át.
A koreai buddhizmus jelentős változásokon esett át Icshon (의천) szerzetesnek köszönhetően. Icshon Mundzsong király fia és Szondzsong király testvére volt, 1085-ben Kínába utazott, ahol taoista és konfucianista gondolatokkal ismerkedett meg. Hazatérve a Tientaj (Tiantai) buddhista iskola tanait kezdte terjeszteni, majd saját rendet hozott létre. Számos templom épült a fővárosban és szerte az országban. A szerzetesek között hierarchia működött, a legnevesebbek megkaphatták a kuksza (국사, nemzeti tanító) vagy a vangsza (왕사, királyi tanító) címet. A királyi család és a nemesek családjainak tagjai közül sokan lettek szerzetesek. Eredetileg szegényekből is válhatott szerzetes, 1059-ben azonban olyan törvényt hoztak, ami limitálta az alacsony sorból származó szerzetesek számát. A templomok hatalmas földbirtokokkal rendelkeztek és rabszolgákat is tartottak, és alkoholt is készítettek nagy mennyiségben.
A korjói buddhista dokumentumokat nyomódúccal készítették, az UNESCO Világörökség részét képező Tripitaka Koreana nyomtatásához 81 258 fa nyomódúcot készítettek, egy másik dokumentum, a Csikcsi pedig az első dokumentum a világon, melyet mozgatható fémbetűs nyomtatással készítettek, mintegy 200 évvel Johannes Gutenberg előtt.

### Oktatás

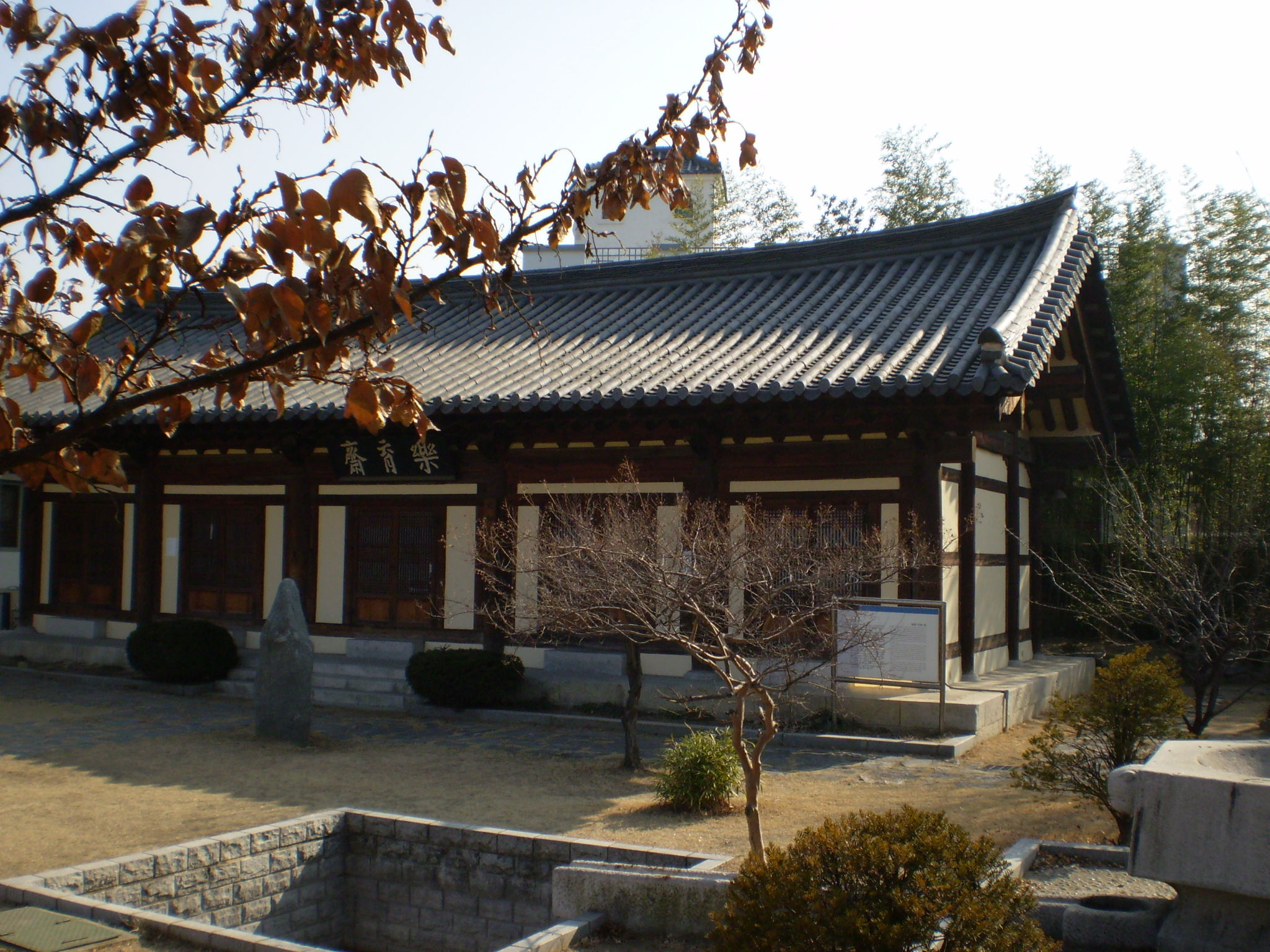
A Hjanggjo (konfucianista iskola) egyik épülete Teguban

958-ban Kvandzsong király elrendelte a kínai hivatalnoki vizsgarendszer átvételét, ezzel pedig tovább fejlesztette a korjói oktatás konfucianista alapjait, korábban ugyanis már léteztek konfucianista iskolák a fővárosban és más nagyobb városokban a nemesi elit képzésére. 992-ben létrejött az első akadémia, a Kukcsagam (국자감), amely hat részből állt, három konfucianista tanokkal foglalkozott, a másik három pedig joggal, hivatali adminisztrációval és matematikával. A tanulókat származásuk szerint osztották be. A 10. század végén minden körzetbe küldtek egy konfucianista tanítót és egy orvost, akik az oktatást népszerűsítették. Létrejött a királyi könyvtár, a Piszoszong (비서성) és a Szuszovon (수서원), ahol könyveket készítettek. Számos könyvet Kínából hozattak az oktatáshoz.
A hivatalnoki vizsga (과거, kvago) három részből állt: a csinsa (진사), költeményekből és szépirodalomból, a mjonggjong (명경), ami konfuciuszi klasszikusokból, valamint a harmadik, ami vegyesen matematikából, asztrológiából, orvostudományból és geomantiából. A 10. század végén a vizsgát kétlépcsőssé tették, azok, akik az alapokból már levizsgáztak, magasabb szintű vizsgát tehettek, ez volt az úgynevezett királyi vizsga. A vizsgát csak nemesi családok gyermekei tehették le, de a legrangosabb miniszterek fiai enélkül is kinevezhetőek voltak.
Az állami akadémián túl visszavonult hivatalnokok és tudósok magániskolákat is alapítottak, például a neves Cshö Cshung (최충) is, akit a „koreai Konfuciuszként” tartanak számon. A fővárosban 12 ilyen magániskola működött, melyek több sikeres vizsgázóval büszkélkedhettek, mint a nemzeti akadémia. A 11. század végén, 12. század elején a magániskolák presztízse miatt az állam igyekezett megreformálni az oktatási rendszert és növelni a követelményeket a fővárosi iskolákban (경학, kjonghak) és a vidéki iskolákban (향학, hjanghak / 향교 hjanggjo). Ebben az időszakban a nemzeti akadémia kibővült hadtudománnyal és egy új orvosi iskolával.

### Művészetek

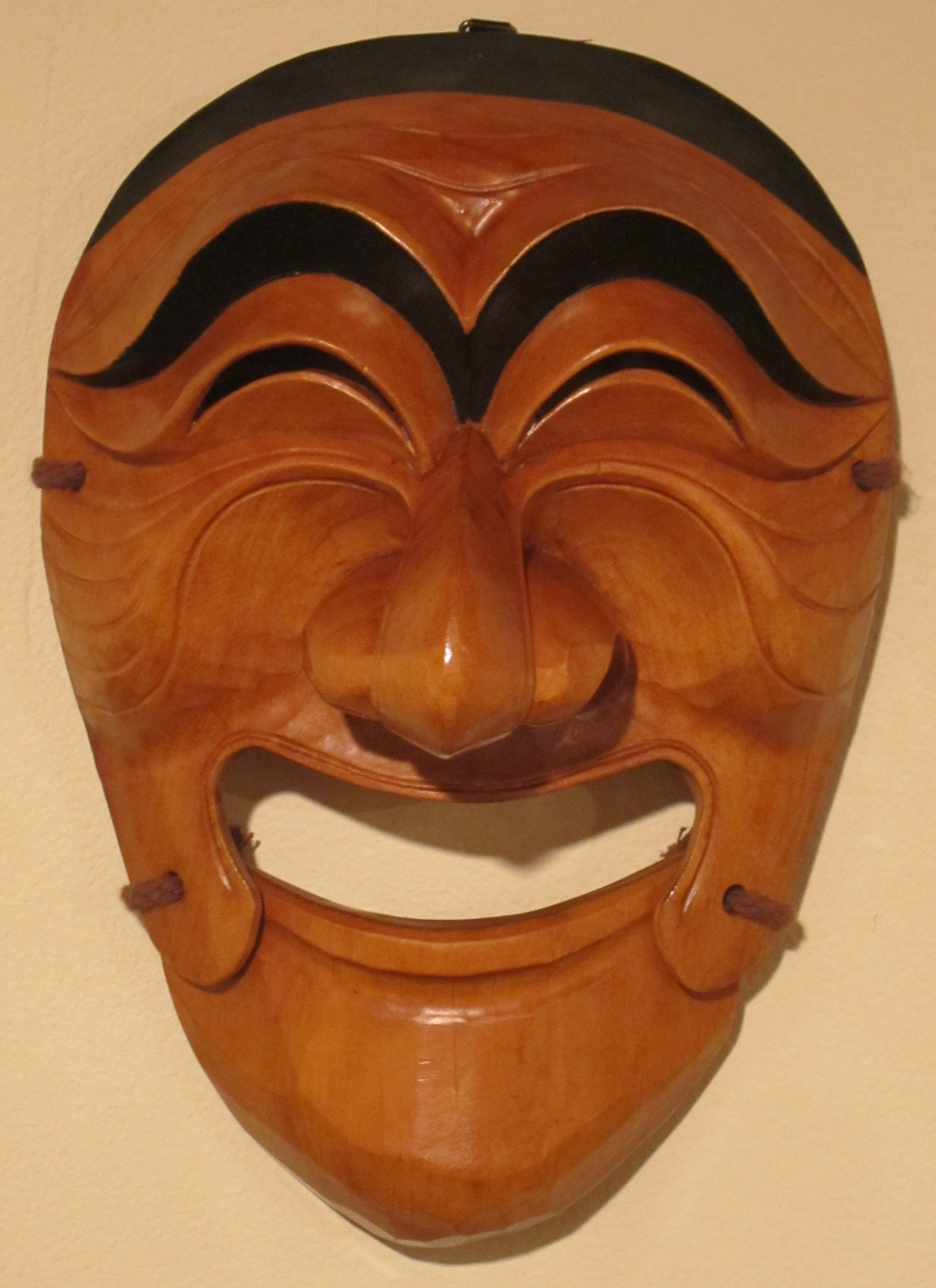
A korjói maszkhoz hasonló, arisztokratát ábrázoló hahöi maszk

A korjói művészeteket befolyásolta a sillai örökség, illetve a kínai dinasztiákkal tartott egyre szorosabb kapcsolat is. Festményekből mindössze tíz darab maradt fenn, legtöbbjük Japánban található. Egy részük buddhista vallásos tematikájú, de található köztük egy vadászatot ábrázoló darab és két tájkép is. Jórészt Szung (Song)-kori stílusban készültek. Falfestményekből sem maradt sok fenn, a Puszoksza és a Szudoksza templomokban található egy-egy alkotás, illetve néhány korabeli sírban találtak még falfestményeket.
A szobrászatban a buddhista alakok domináltak, különféle Buddhákat öntöttek vasból, illetve faragtak kőből. A sillai szobrászathoz képest a korjói minősége és mennyisége is csökkent, az eleinte hatalmas, kerekded alakok kisebbé és absztraktabbá váltak. A Buddha-szobrok mellett készültek még koreai maszkok, amelyek legjellegzetesebb példái egy korjói szobrászmester Hahö falu számára fából készített maszkjai. Ezeket valószínűleg a Tang-kori kínai maszkok ihlették, és később befolyásolták a japán nómaszkok fejlődését is.
Korjo egyik legjellegzetesebb hagyatéka a szeladon. A koreai mesterek a kezdeti kínai szeladon másolása után létrehozták saját, különleges szeladonjaikat. Eleinte egyszerűbb darabok készültek, amelyeknél leginkább a jellegzetes szín elérésére törekedtek. A 12. században már berakásos díszítéssel látták el a tárgyakat, ami jellegzetesen koreai találmány volt a szeladonművészeten belül. A berakás mellett karcolással, véséssel és áttört díszítőtechnikával is dolgoztak. Jellegzetesen koreai formák alakultak ki, például tök, padlizsán vagy bambuszrügy alakú kerámiák készültek. Emellett a fazekasok a Silla kort idéző barna kerámiát is készítettek.
A lakkozott dísz- és használati tárgyak készítésének technikáját a koreaiak a kínaiaktól tanulták meg még a három királyság idejében, azonban a koreai lakkozás művészete önállóan fejlődött tovább és jellegzetessé vált. Ami leginkább megkülönbözteti a kínai lakkozástól, az a saját fejlesztésű berakásos jellegű technika, melynek során a kagylóhéjat, illetve a teknőspáncélt, bronzból és ezüstből készült drótdíszítéssel kiegészítve kender vagy kenderrel bevont fenyőfa alapra tapasztják a lakk segítségével, majd számos réteg ragasztót és lakkot visznek fel, amíg a kagylóhéj vagy teknőspáncél teljesen el nem tűnik. Ezután köszörűkővel és faszénnel addig csiszolják, míg a minta elő nem bukkan. A lakkozott tárgyak többsége – a fennmaradt darabok alapján megítélve – a buddhizmus gyakorlásához használt edények, dobozok voltak, például tömjén- vagy rózsafüzértartók, és kizárólag a gazdagok engedhették meg maguknak. A korabeli kínai követek is feljegyezték a koreai gyöngyház lakkmunkák kiváló minőségét és szépségét.
A bronzművészet kiemelkedő darabjai közé tartoznak a buddhista templomok tömjénégetői, melyek egymásra helyezett öblös csészékhez hasonlítanak, illetve a kundikák és a tükrök. A sillai harangokhoz képest a korjói harangok mérete kisebb lett, és minőségben sem érték fel az elődöket.

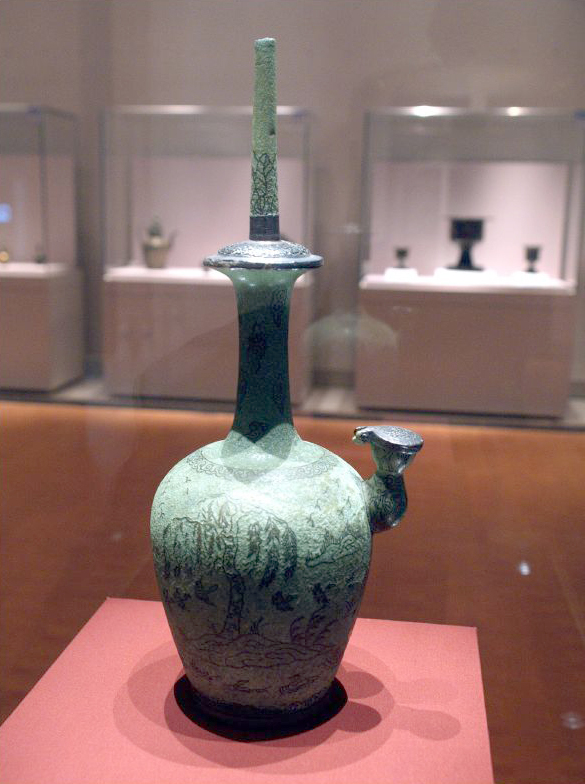
Bronz kundika a Korjo korból
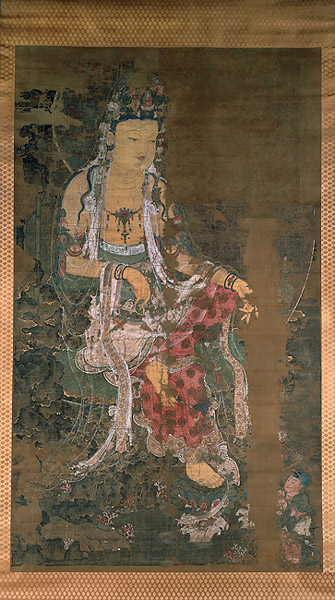
Buddhista festmény a Korjo korból
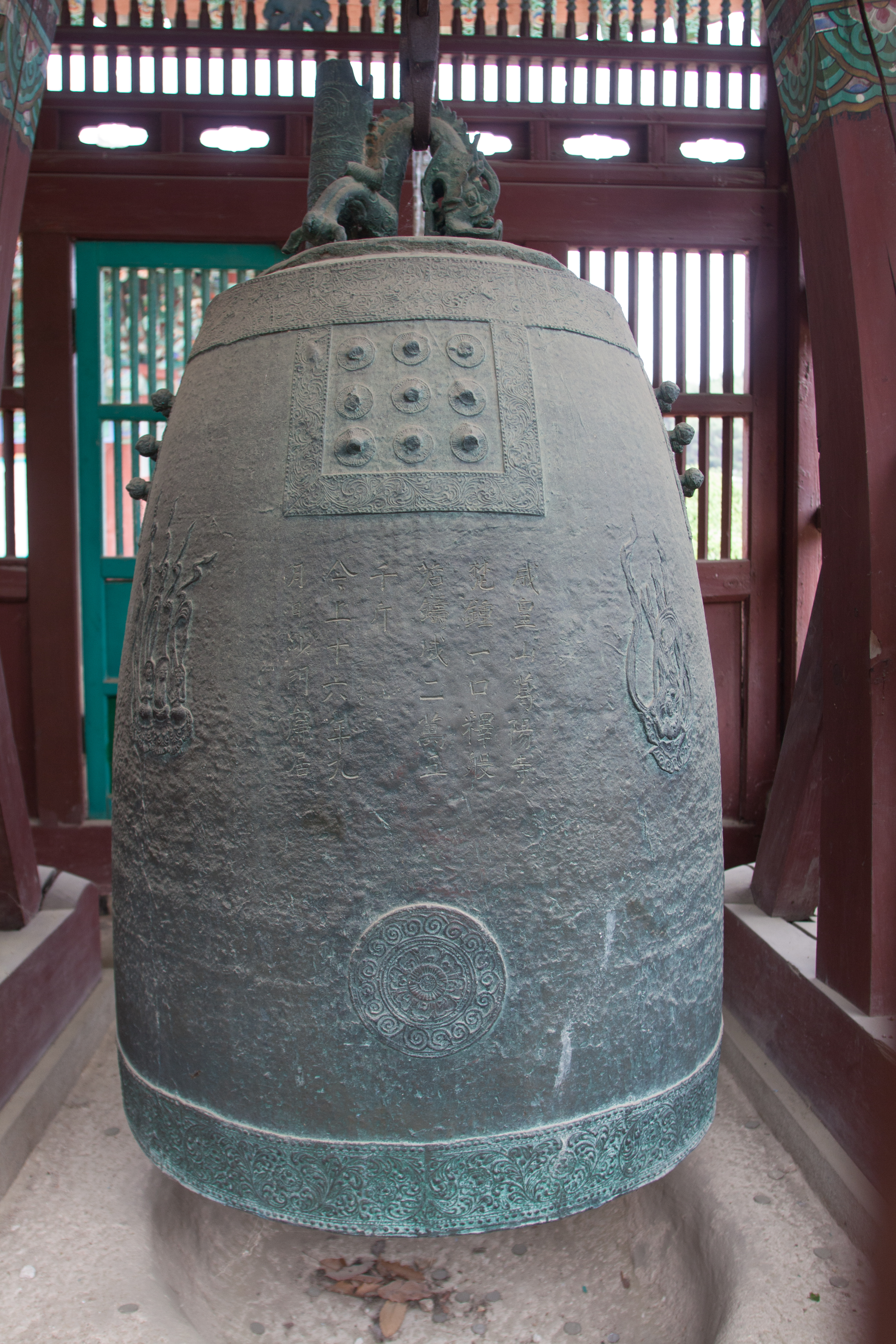
A Jongdzsusza (용주사) templom bronz harangja
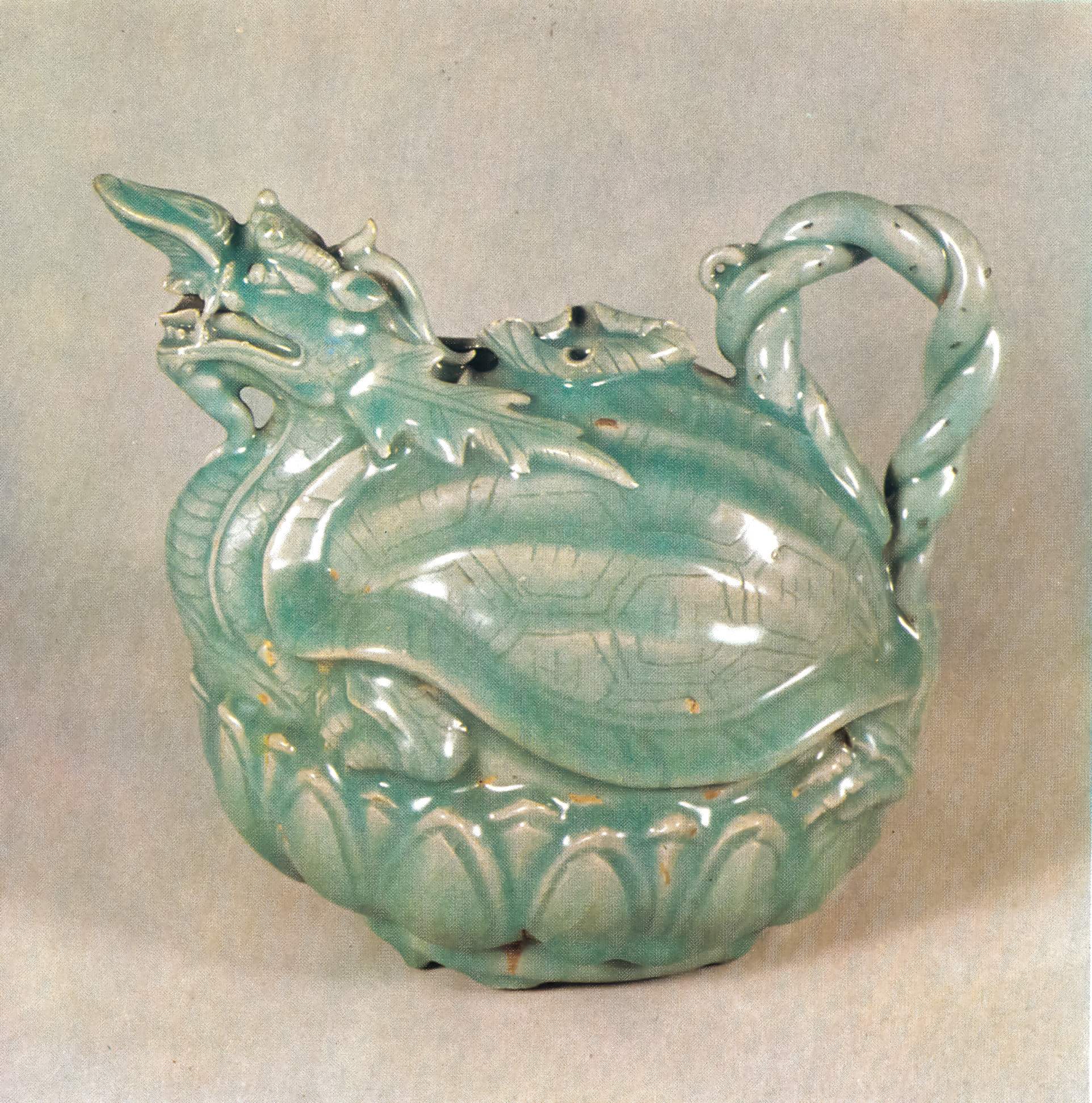
Teknős-sárkány alakú szeladon vizes kancsó
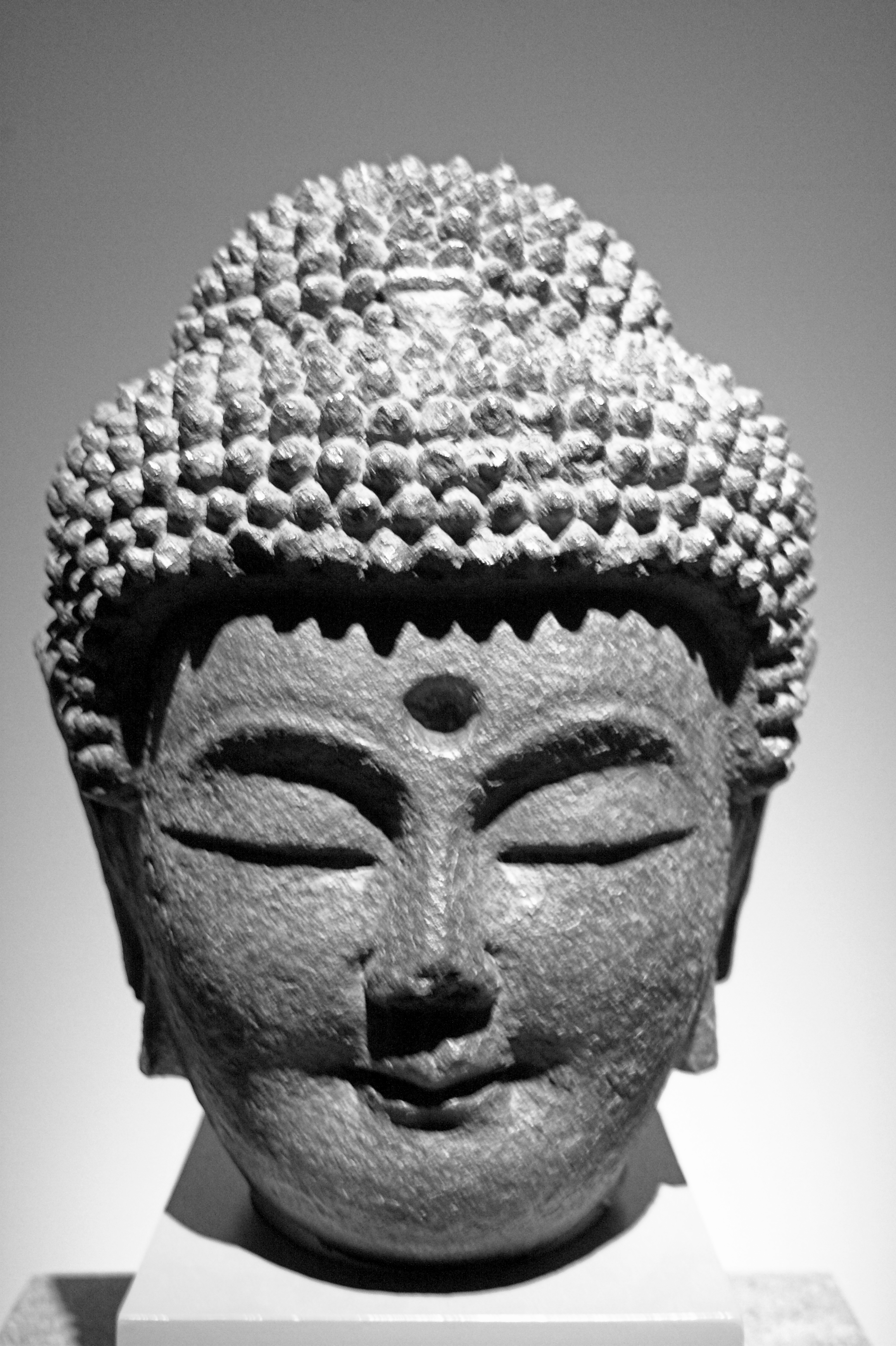
Vas buddhafej

### Építészet

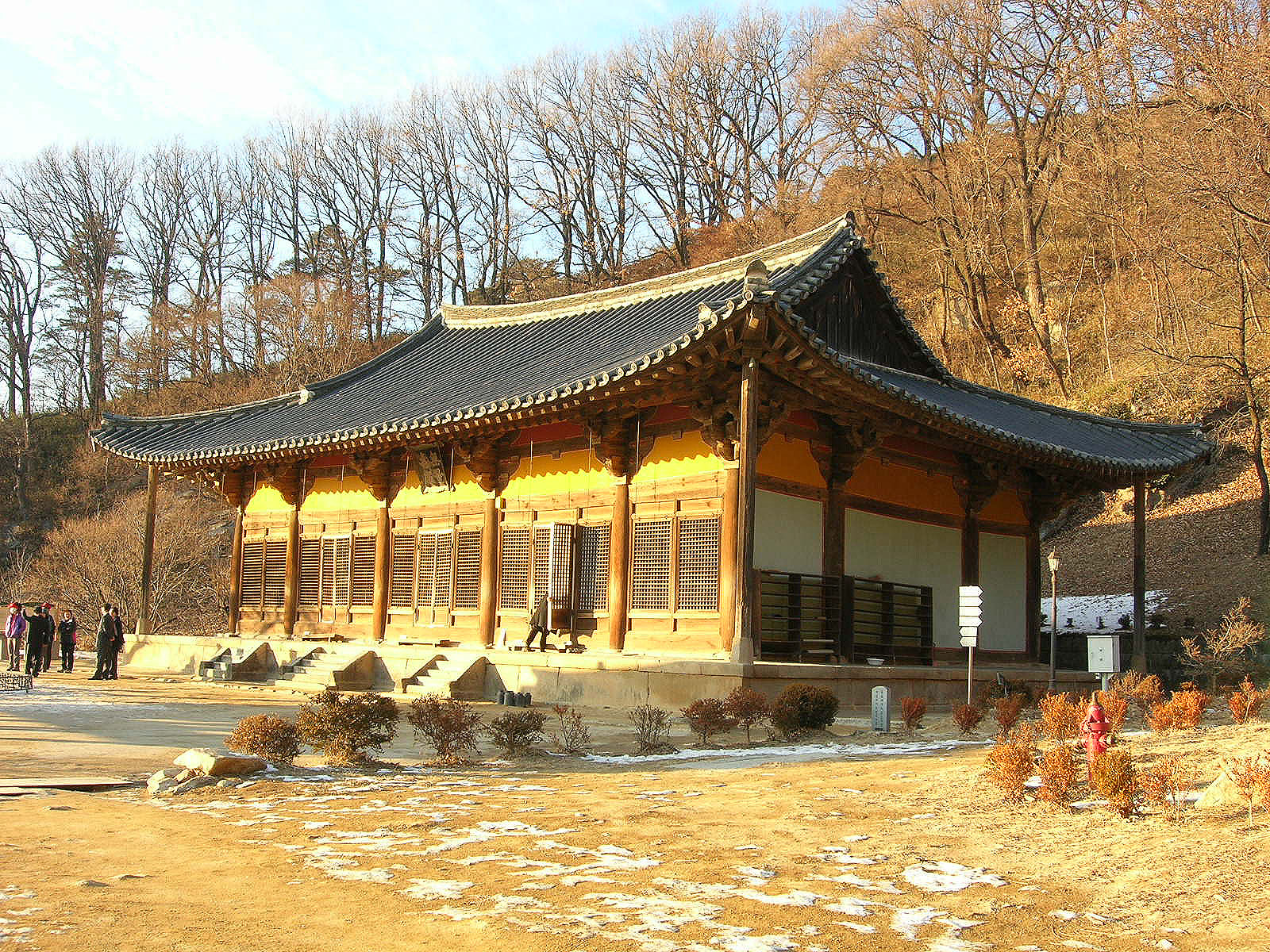
Murjangszudzson (무량수전), a csusimpho stílus egyik jellegzetes képviselője

A korjói építészetre valószínűleg a Tang-kori építészet lehetett leginkább hatással, ami a 12. században, a kereskedelemnek köszönhetően jutott el Koreába. Ezt a stílust koreaiul csusimpho (주심포) stílusnak nevezik. Jellegzetessége, hogy csak az oszlopok tetején helyeztek el dúcot, méghozzá oszlopokat összekötő oldalsó gerenda nélkül. Az oszlopfőn négyzet alakú dúcsüveg helyezkedik el. A kazettás mennyezet hiánya miatt a koszorúgerendák és a talpszelemenek is szabadon látszanak.
Az 1300-as években a Szung-dinasztia (Song-dinasztia) hatására újabb építészeti stílus, a tapho (다포) kezdett el terjedni Korjóban. Jellemzője a többdúcos megoldás, tartóborda helyett. Ez látványosabb, mint a csusimpho, mivel az oszlopok közötti dúcok kitöltik a korábban üres teret. Ilyen stílusban épült a Simvonsza (심원사) templom Pogvangdzson (보광전) terme.
A pagodaépítészetben Korjo eleinte a sillai tradíciókat követte, bár a tetőkövek vékonyabbak voltak, az ereszgyámkövek száma pedig 3-4-re csökkent. Később teljesen megváltozott a stílus, több emeletet emeltek, a gyámkövek szinte felismerhetetlenné váltak és jelentősen csökkent az egyes emeletek magassága. Készültek oktagonális pagodák is, mint a Voldzsongsza (월정사) kilencemeletes pagodája. A korszak vége felé a pagodaépítészet szinte teljesen megszűnt.
A korjói építészeti emlékek közül nem sok maradt fenn az utókornak, a legtöbb elpusztult a különféle támadásokban. Csupán néhány épület maradt meg a 14. századból, a Puszoksza (부석사) templom Murjangszudzson (무량수전) terme és Csoszadang (조사당) épülete, valamint a Szudoksza (수덕사) templom Teungdzson (대웅전) terme, mindhárom nemzeti kincs besorolást kapott az örökségvédelmi hivataltól. A leírások szerint a kegjongi Hungvangsza (흥왕사) templom grandiózus alkotása volt a korjói építészetnek, arany és ezüst pagodákkal. A korjói építészet egyik jelentős fennmaradt alkotása még a márványból készült Kjongcshonsza pagoda (개성 경천사지 십층석탑 Keszong Kjongcshonszadzsi sipcshung szokthap), amely egykoron a Kjongcshonsza templomhoz tartozott. A pagoda a Koreai Nemzeti Múzeumban látható.

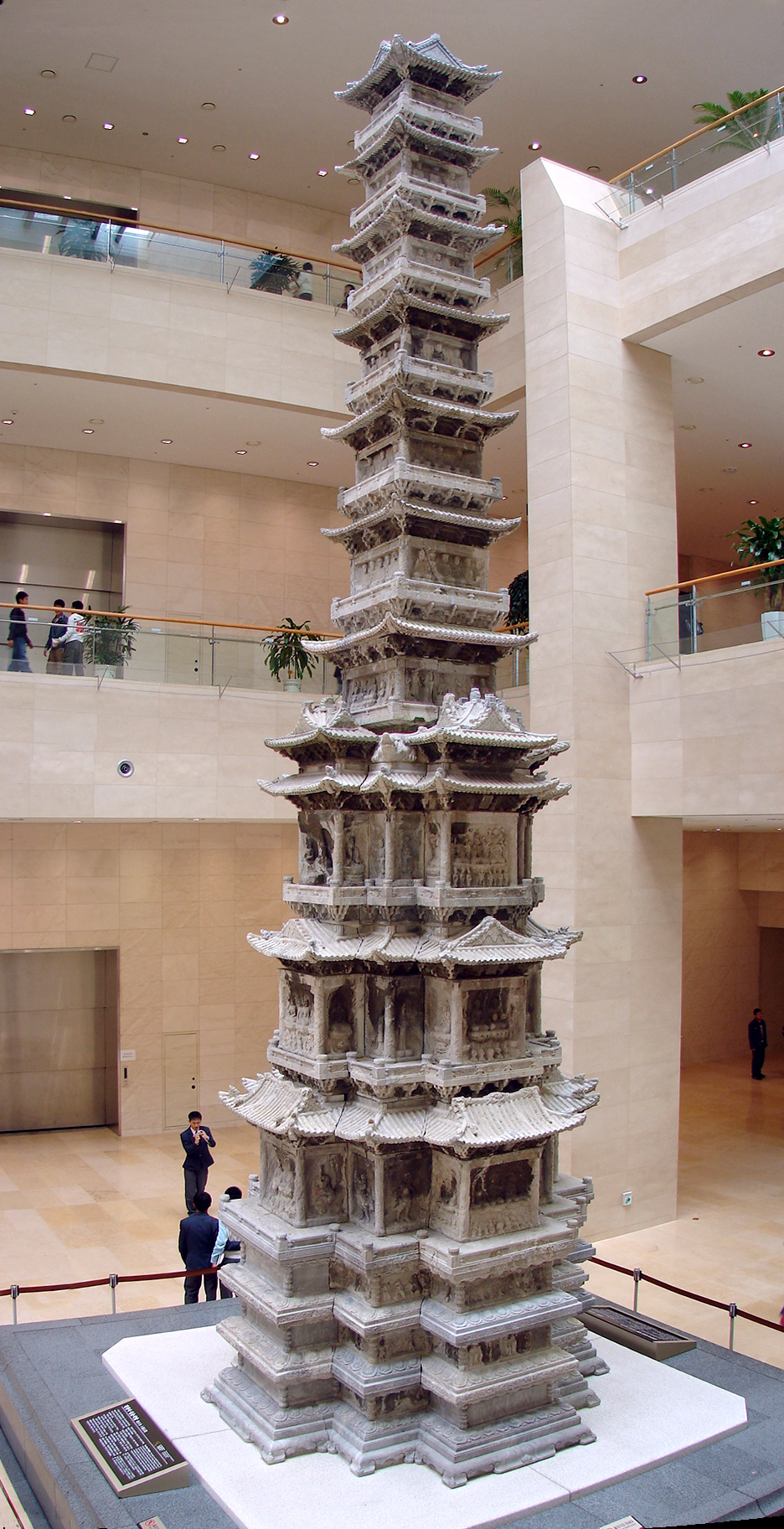
Kjongcshonsza pagoda
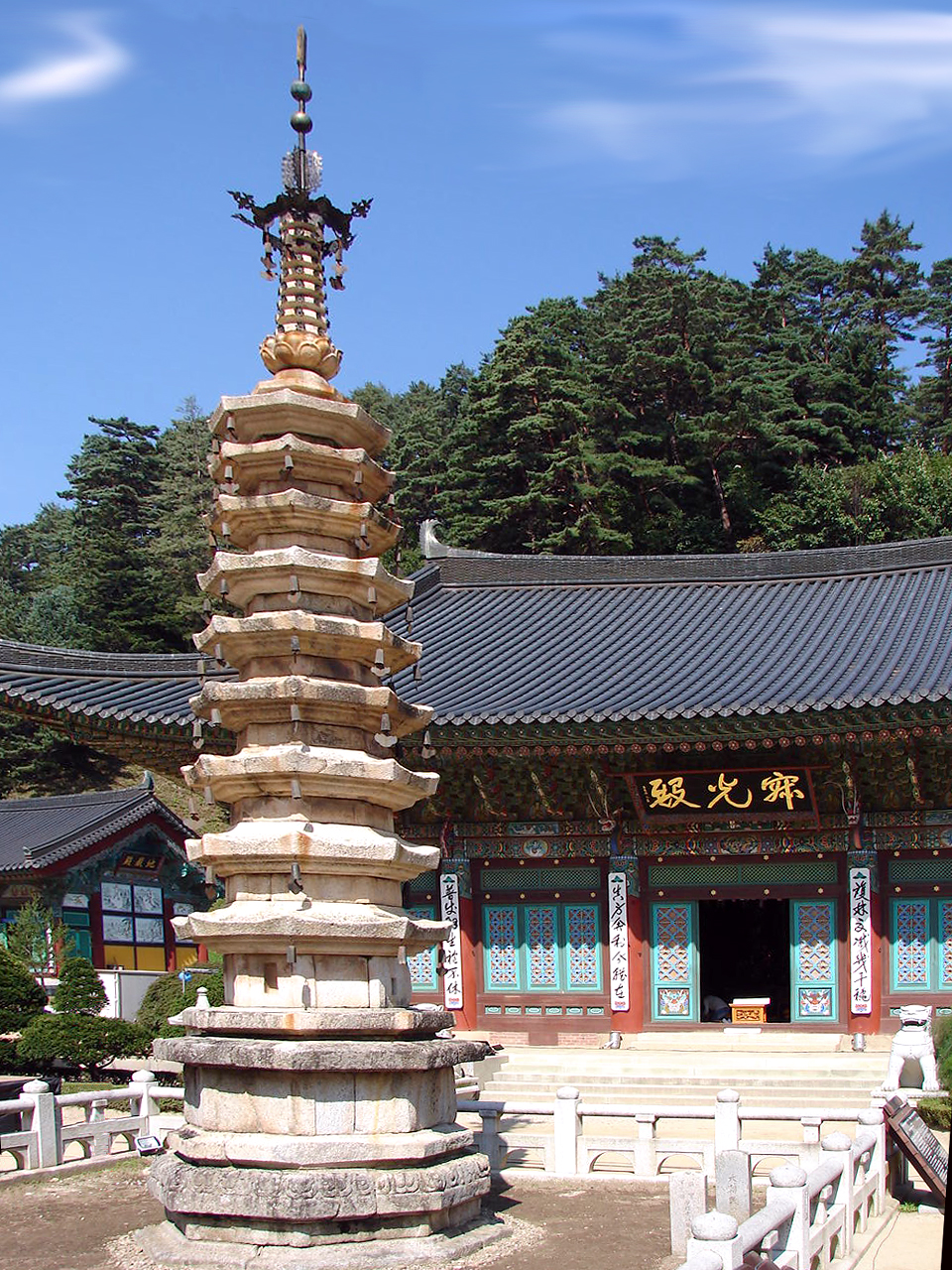
Voldzsongsza pagoda

### Irodalom

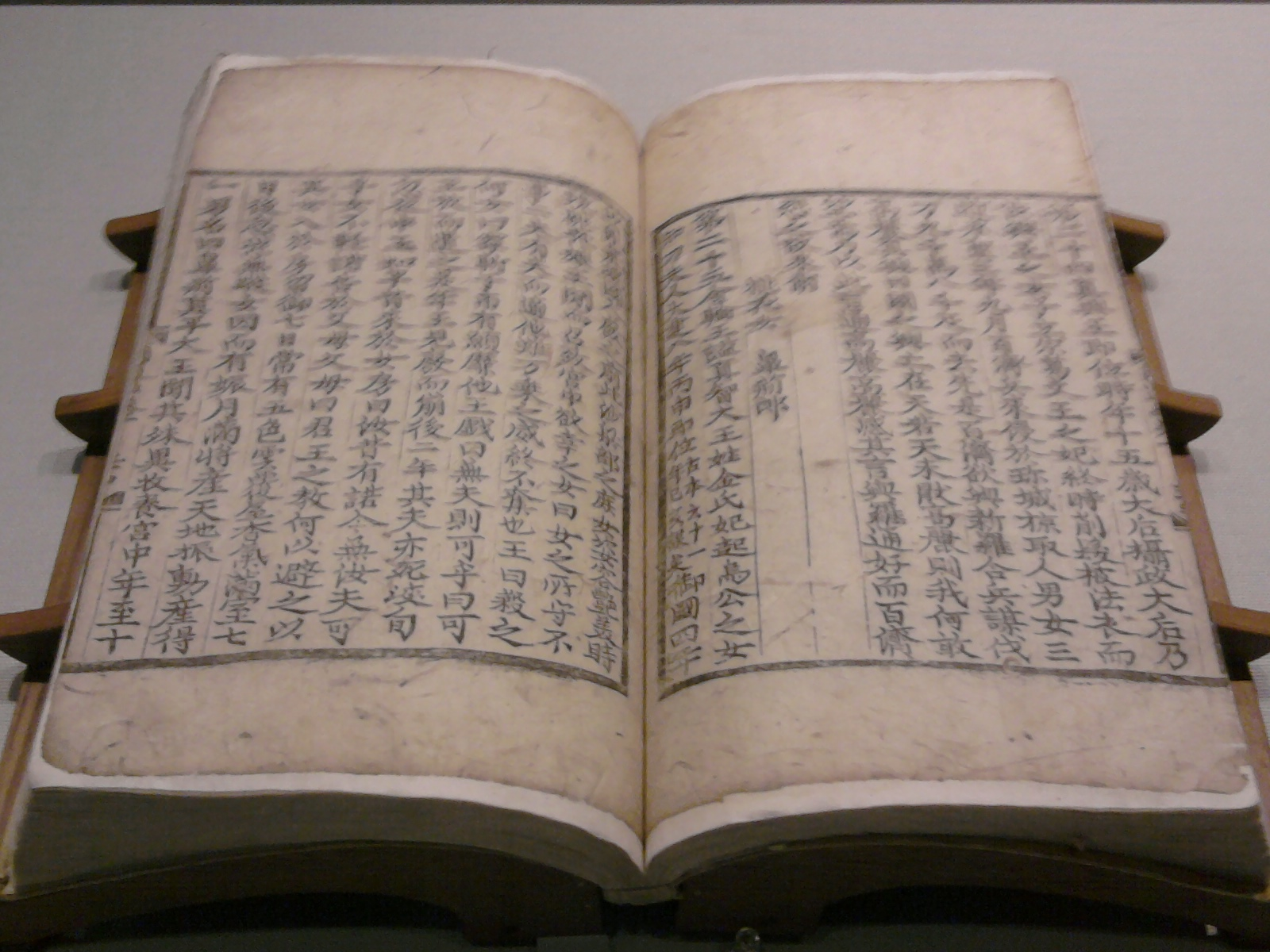
A Szamguk jusza

### Zene és tánc

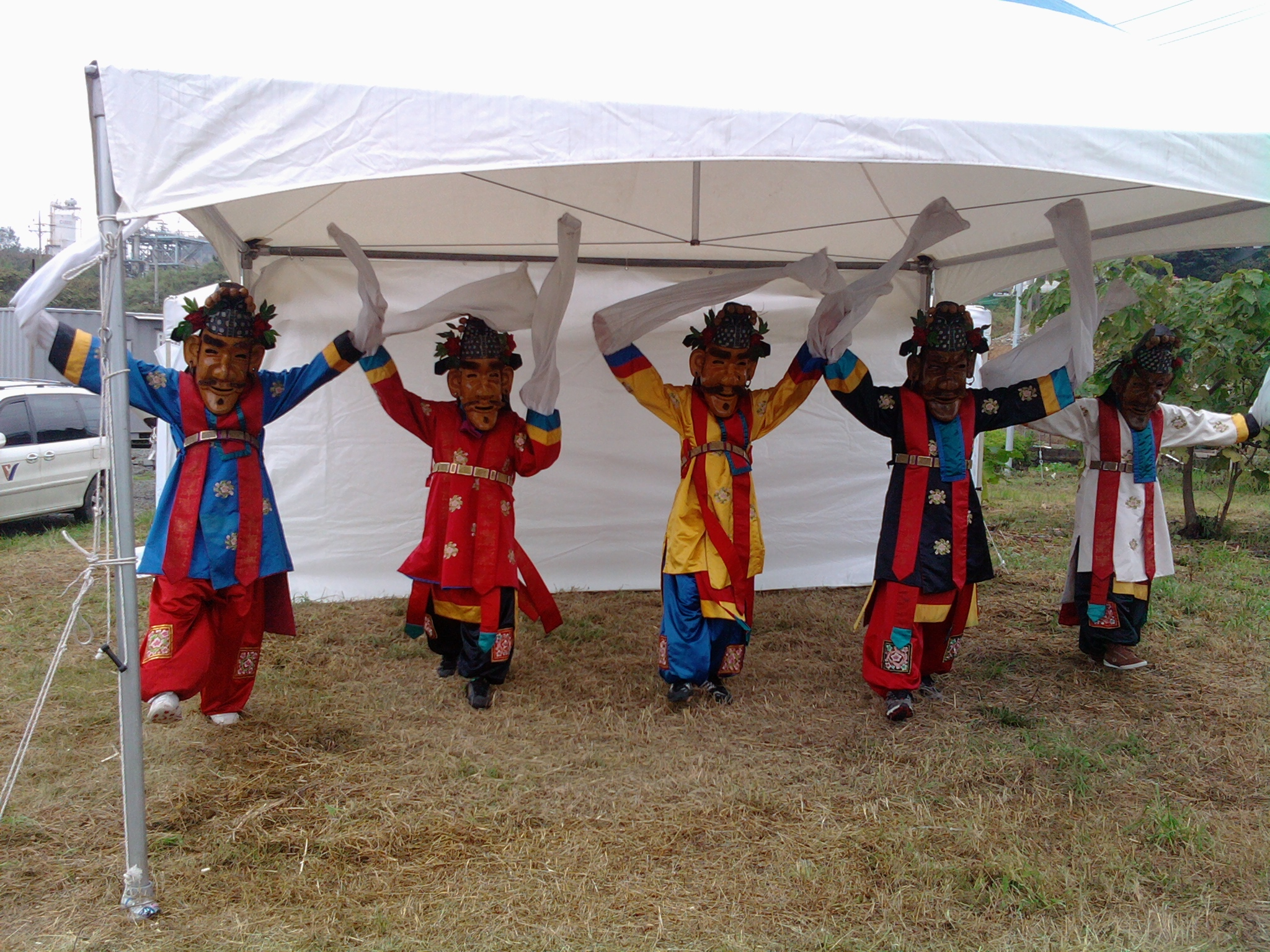
Cshojongmu-előadás a modern Koreában

A buddhizmus államvallássá válásával a vallásos zene és tánc is előtérbe került, a kínai befolyásnak köszönhetően pedig tovább élt a Sillától örökölt tangak (당악) udvari zene, melynek szó szerinti jelentése „Tang-zene”, valamint kínai stílusú színjátékokat is előadtak. A jondunghö (연등회, „lótuszlámpás fesztivál”) és a phalgvanhö (팔관회) fesztiváloknak is köszönhetően a tánc és a zene fontos művészeti ággá fejlődött. A kiszengek megjelenése is hozzájárult mindehhez, a zenével, költészettel és tánccal foglalkozó hölgyek feladata a szórakoztatás volt. Az aratóünnep idején a sillai örökségként tovább vitt, sámánisztikus cshojongmu (처용무) maszkos táncot adták elő. Ebben a korban jelentek meg az utazó társulatok, amelyek a korábban csak fesztiválok idején előadott darabokat, táncokat hétköznap is előadták, repertoárjukat pedig akrobatikus mutatványokkal és szatirikus színjátékokkal színesítették. A korszak korábbról örökölt jellegzetes hangszerei közé tartozik a hun (훈; egyfajta furulya), a phiri (피리, egyfajta aerofon hangszer), melynek rokon hangszerei léteznek szerte Ázsiában, de hangja egyedülálló, szaxofonra emlékeztető. A kínai eredetű hangszerek mellett kifejezetten koreai hangszereket is használtak, mint például a tegum (대금), a citera családba tartozó hathúros komungo (거문고) és 12 húros kajagum (가야금), valamint az erhu rokonaként számon tartott hegum (해금).

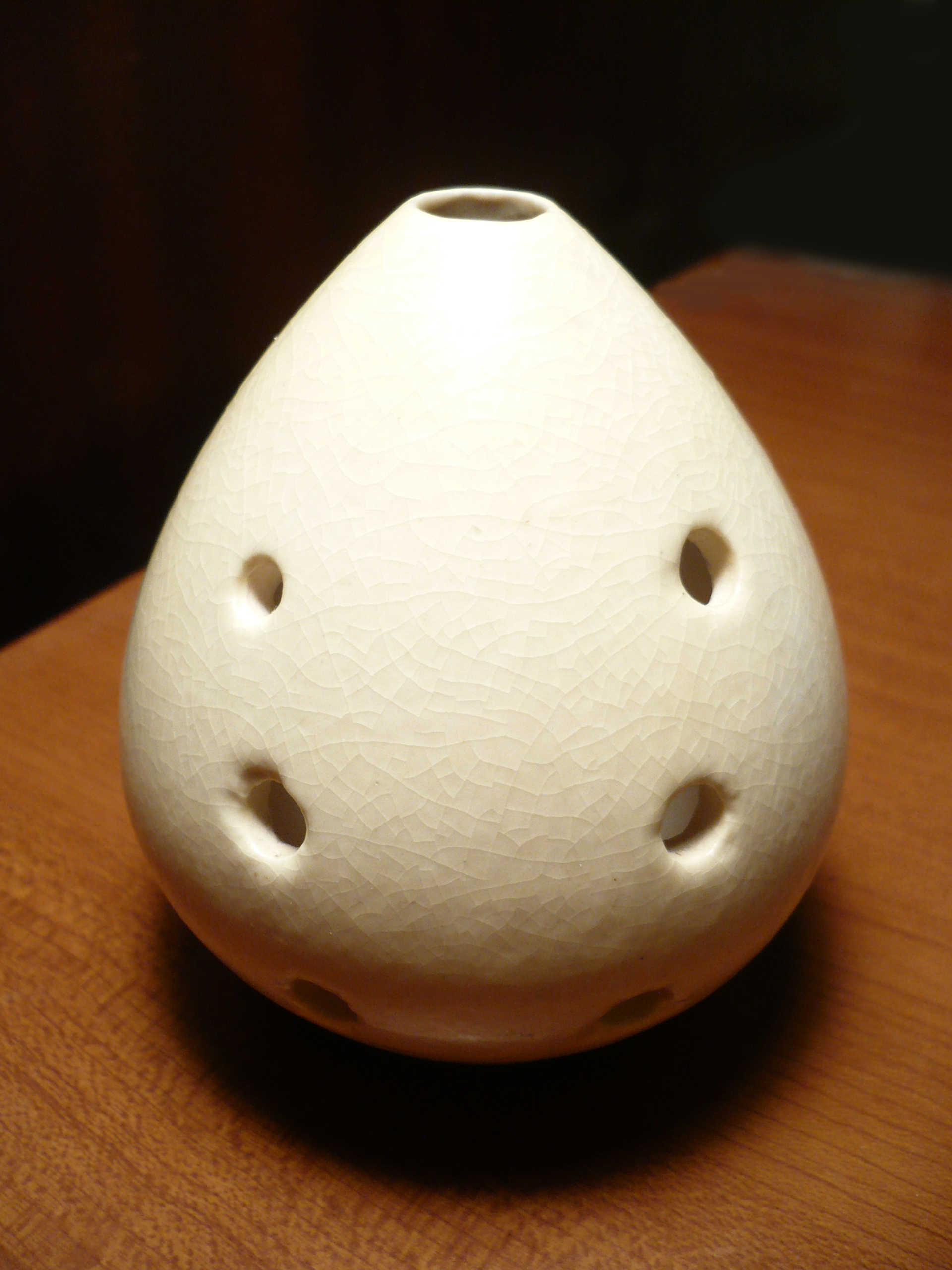
Hun
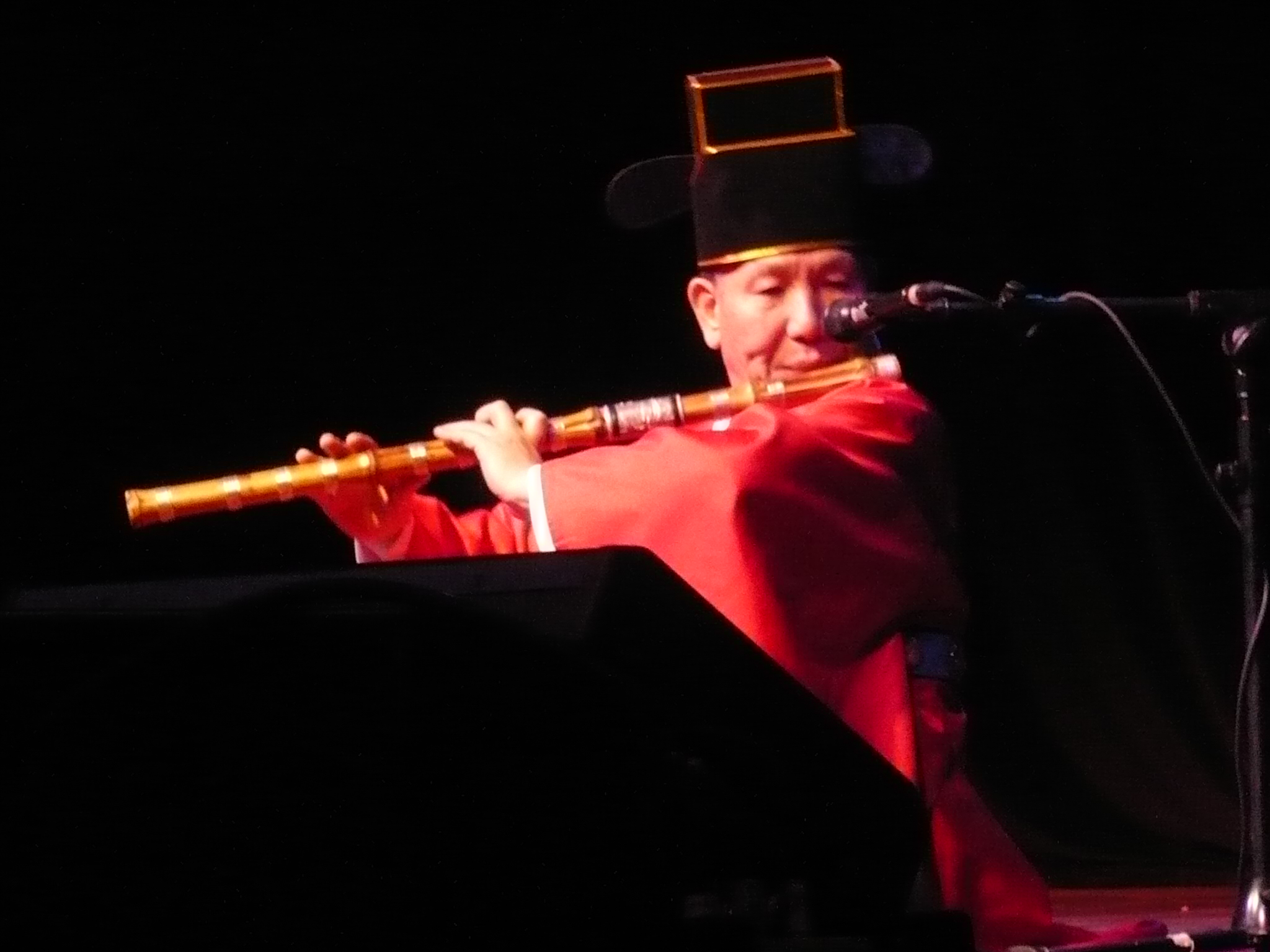
Tegum
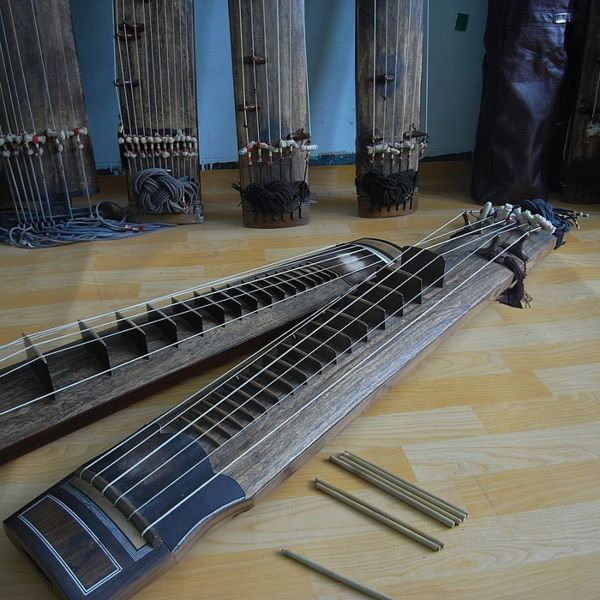
Komungo
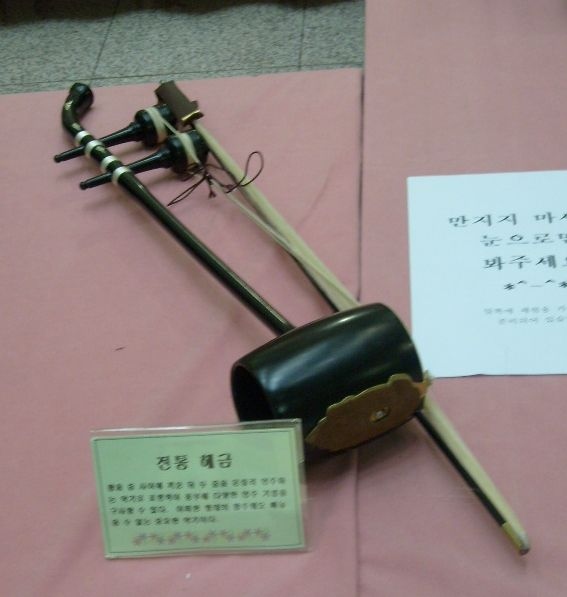
Hegum
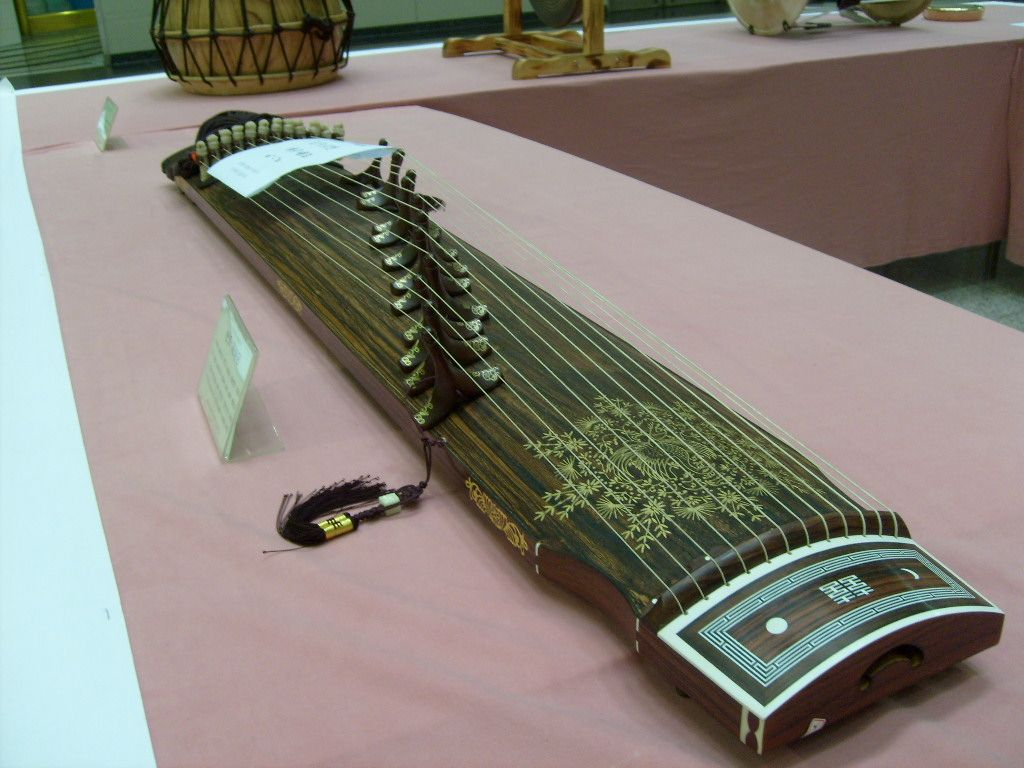
Kajagum

## A filmművészetben

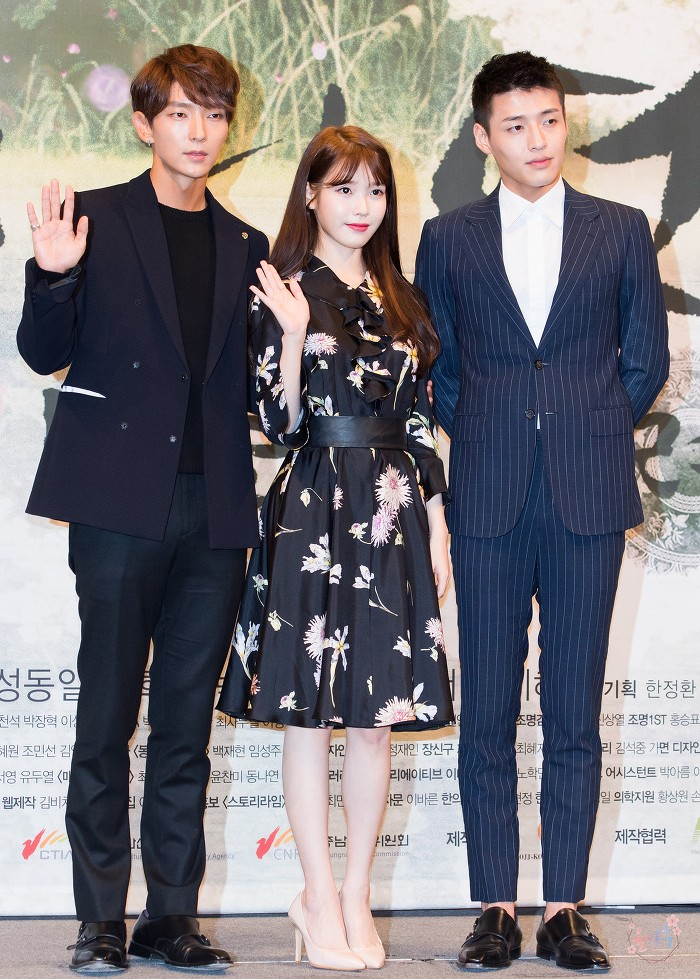
A A Moon Lovers: Scarlet Heart Ryeo főszereplői: I Dzsungi (Lee Jun-gi), IU és Kang Hanul (Kang Ha-neul) a sajtókonferencián

A Korjo kort több filmben és televíziós sorozatban is ábrázolták:
Filmek
- Korjodzsang (고려장), 1963, rendezte: Kim Gijong (김기영)[57]
- Wang-geon, the Great, 1970, rendezte: Cshö Inhjon (최인현)[58]
- A Frozen Flower, 2008, rendezte: Ju Ha (유하)[59]

Televíziós sorozatok
- Tears of the Dragon, 1996–1998, KBS[60]
- Thedzso vanggon, 2000–2002, KBS[61]
- The Dawn of the Empire, 2002–2003, KBS
- Sin Don, 2005, MBC[62]
- Empress Cheonchu, 2009, KBS2[63]
- Faith, 2012, SBS[64]
- God of War, 2012, MBC[65]
- The Great Seer, 2012, SBS[66]
- A császárság kincse, 2013, MBC[67]
- Shine or Go Crazy, 2015, MBC
- Jungnjongi narusa, 2015–2016, SBS[68]
- Moon Lovers: Scarlet Heart Ryeo, 2016, SBS[69]
- Guardian: The Lonely and Great God, 2016, tvN
- The King in Love, 2017, MBC
- My Country: Egy új kor hajnala, 2019, JTBC/Netflix